# 수도권 전철
수도권 전철(首都圈 電鐵, 영어: Seoul Metropolitan Subway System)은 대한민국 서울특별시, 인천광역시, 경기도, 충청남도 천안시, 아산시, 강원특별자치도 춘천시 등 지역에서 운행하는 서울 지하철, 인천 도시철도 등을 이르는 말로 대한민국에서 가장 복잡한 교통 체계를 가진 광역전철 체계이다.

## 역사
수도권 전철은 서울역부터 청량리역까지 개통된 서울 지하철 1호선과 함께 경부선, 경원선, 경인선 등과의 직결 운행을 개시한 것이 시초다. 광운대역부터 서울역까지와 인천역부터 수원역까지 이르는 수도권 전철 1호선은 이후 서울 지하철의 확충과 서울 근교 철도 구간의 전동차 운행을 통해 노선을 확충해 나가게 되었으며, 2000년대에 이르러서는 규칙성이 없던 노선들의 안내를 일괄적으로 정리하여 보다 확실한 수도권 전철 체계가 정립되었다. 한편 경원선, 경부선, 경인선, 일산선, 과천선, 안산선 등을 일괄적으로 수도권 전철로 부르던 것을 2000년에 '1호선', '3호선', '4호선' 등으로 분리하였다.

## 연혁
자세한 사항은 각 노선 문서의 연혁에서 볼 수 있다.
- 1974년 8월 15일: 서울 지하철 1호선 지하 청량리 ~ 서울역까지 개통과 동시에 경원선, 경부선, 경인선 등을 이어서 수도권 전철 1호선 개통. 서울 지하철 1호선 구간을 빼고 나머지 구간은 국철로 안내됨.
- 1978년 12월 9일: 경원선 용산역 ~ 청량리역 구간이 추가로 수도권 전철에 편입됨. 회기역 직전에 합류해 용산역 ~ 성북역 구간을 운행했으며, 수도권 전철 1호선의 지선으로 취급됨.
- 1979년 2월 1일: 수도권 전철 1호선 경부선 성대앞역 개통.
- 1980년 1월 5일: 수도권 전철 1호선 경원선 신이문역, 서빙고역, 한남역, 회기역 개통.
- 1980년 7월 10일: 수도권 전철 1호선 경원선 성수역을 응봉역으로 개칭.
- 1980년 10월 31일: 서울 지하철 2호선 신설동역 ~ 종합운동장역 구간 개통.
- 1982년 12월 23일: 수도권 전철 1호선 경부선 영등포역 ~ 수원역 간 복복선 및 석수역 개통.
- 1982년 12월 30일: 서울 지하철 2호선 종합운동장 ~ 교대역 구간 개통.
- 1983년 6월 30일: 서울 지하철 1호선 시청앞역을 시청역으로 개칭.
- 1983년 9월 16일: 서울 지하철 2호선 성수역 ~ 을지로입구역 구간 개통, 신설동역 ~ 성수역 구간이 별개의 지선으로 분리.
- 1983년 12월 17일 : 서울 지하철 2호선 교대역 ~ 서울대입구역 구간 개통.
- 1983년 12월 23일 : 서울 지하철 2호선 종합운동장 ~ 교대역 구간 개통.
- 1984년 1월 1일: 수도권 전철 1호선 성대앞역을 성균관대역으로 개칭.
- 1984년 5월 22일: 수도권 전철 1호선 경부선 신도림역 개통 및 서울 지하철 2호선 서울대입구 ~ 을지로입구역 구간 개통으로 을지로 순환선 완성.
- 1984년 11월 20일: 수도권 전철 1호선 경인선 백운역, 구일역 개통.
- 1985년 1월 14일: 수도권 전철 1호선 경원선 석계역 개통.
- 1985년 1월 24일: 서울 지하철 1호선 서울역앞역을 서울역으로 개칭.
- 1985년 2월: 운임 산정 방식을 거리 비례제에서 구간 운임제로 변경하면서 승차권을 에드몬슨식 종이 승차권에서 자기식 종이 승차권으로 변경.
- 1985년 4월 20일: 서울 지하철 4호선 당고개 ~ 한성대입구역 구간 개통.
- 1985년 7월 12일 : 서울 지하철 3호선 구파발역 ~ 독립문역 구간 개통.
- 1985년 8월 22일: 수도권 전철 1호선 성북 ~ 창동역 구간 개통.
- 1985년 9월 1일: 서울 지하철 구간 역무 자동화.
- 1985년 10월 18일 : 수도권 전철 1호선 경원선 옥수역, 서울 지하철 3호선 독립문역 ~ 양재역 구간, 서울 지하철 4호선 한성대입구역 ~ 사당역 구간 개통.
- 1986년 9월 2일 : 수도권 전철 1호선 경원선 창동역 ~ 의정부역 구간 개통.
- 1987년 10월 5일 : 수도권 전철 1호선 경원선 의정부역 ~ 의정부북부역 구간 개통.
- 1987년 12월 31일: 수도권 전철 1호선 경인선 중동역, 온수역 개통.
- 1988년 10월 25일: 수도권 전철 1호선 안산선 금정역 ~ 안산역 구간 개통.
- 1990년 7월 13일: 서울 지하철 3호선 지축역 개통.
- 1991년 1월: 수도권 전철 구간 역무 자동화.
- 1991년 11월 23일: 수도권 전철 1호선 경부선 영등포역 ~ 구로역 간 3복선 개통.
- 1992년 5월 22일 : 서울 지하철 2호선 신정지선 신도림역 ~ 양천구청역 구간 개통.
- 1993년 1월 15일 : 수도권 전철 1호선 과천선 금정역 ~ 인덕원역 구간 개통.
- 1993년 10월 30일 : 서울 지하철 3호선 양재역 ~ 수서역 구간 개통.
- 1994년 : 수도권 전철 1호선 경부선 서울역 ~ 영등포역 간 3복선 개통.
- 1994년 4월 1일 : 과천선 수도권 전철 4호선 인덕원역 ~ 사당역 구간 연장 개통. 서울 지하철 4호선과 남태령역에서 상호 직결 운행을 시작하면서 수도권 전철 4호선 형성. 남태령역 ~ 선바위역 사이에 꽈배기굴 생김.
- 1994년 7월 11일 : 수도권 전철 1호선 경인선 간석역, 도원역, 부개역 개통.
- 1994년 9월 1일 : 수도권 전철 분당선 수서역 ~ 오리역 구간 개통.
- 1995년 11월 15일 : 서울 지하철 5호선 왕십리역 ~ 상일동역 구간 개통.
- 1996년 1월 30일 : 일산선 수도권 전철 3호선 지축역 ~ 대화역 구간 개통. 서울 지하철 3호선과 지축역에서 상호 직결 운행을 시작하면서 수도권 전철 3호선 형성.
- 1996년 2월 29일 : 서울 지하철 2호선 신정지선 양천구청역 ~ 신정네거리역 구간 개통.
- 1996년 3월 20일 : 서울 지하철 2호선 신정지선 신정네거리역 ~ 까치산역 구간, 서울 지하철 5호선 방화역 ~ 까치산역 구간 및 마곡역 개통.
- 1996년 3월 30일 : 서울 지하철 5호선 강동역 ~ 마천역 구간 개통.
- 1996년 8월 12일 : 서울 지하철 5호선 까치산역 ~ 여의도역 구간 개통.
- 1996년 10월 11일 : 서울 지하철 7호선 장암역 ~ 건대입구역 구간 개통.
- 1996년 11월 23일 : 수도권 전철 8호선 서울 지하철 8호선 잠실역 ~ 모란역 구간 개통. 복정역 환승 개통 및 수도권 전철 분당선 복정역 개통.
- 1996년 12월 30일 : 서울 지하철 5호선 여의도역 ~ 왕십리역 구간 개통.
- 1997년 4월 30일 : 수도권 전철 1호선 경부선 신길역과 서울 지하철 5호선 신길역 환승통로 개통 및 임시개통, 경인선 소사역 개통.
- 1998년 1월 7일 : 수도권 전철 1호선 경부선 독산역 개통. 신길역 완공 및 개업
- 1999년 4월 29일 : 수도권 전철 1호선 경인선 구로역 ~ 부평역간 복복선화 완공, 구로역 ~ 부평역간 급행열차 운행.
- 1999년 7월 2일 : 수도권 전철 8호선 서울 지하철 8호선 잠실역 ~ 암사역 구간 개통.
- 1999년 10월 6일 : 인천 도시철도 1호선 박촌역 ~ 동막역 구간 개통.
- 1999년 12월 4일 : 인천 도시철도 1호선 박촌역 ~ 귤현역 구간 개통.
- 2000년 : 기존까지 확실하지 않던 안내 체계를 수도권 전철로 체계화.
- 2000년 2월 29일 : 서울 지하철 7호선 온수역 ~ 신풍역 구간 개통.
- 2000년 4월 1일: 수도권 전철 및 서울 지하철의 명칭 통합 정책에 의해 기존 국철 구간과 서울 지하철 1호선의 안내 명칭이 통합되어 수도권 전철 1호선으로 개칭.
- 2000년 7월 28일 : 수도권 전철 4호선 안산선 안산역 ~ 오이도역 구간 개통.
- 2000년 8월 1일 : 서울 지하철 7호선 건대입구역 ~ 신풍역 구간 개통.
- 2000년 8월 7일 : 서울 지하철 6호선 봉화산역 ~ 상월곡역 구간 개통.
- 2000년 12월 15일 : 서울 지하철 6호선 상월곡역 ~ 응암역 구간 개통.
- 2001년 3월 9일 : 서울 지하철 6호선 이태원역 ~ 약수역 개통.
- 2001년 11월 30일 : 수도권 전철 1호선 경인선 도화역 개통.
- 2002년 3월 15일 : 수도권 전철 1호선 경인선 부평역 ~ 주안역 간 복복선 개통.
- 2003년 4월 30일 : 수도권 전철 1호선 수원역 ~ 병점역 구간 개통 및 수도권 전철 1호선 ~ 수도권 전철 4호선 직결 열차 폐지.
- 2003년 9월 3일 : 분당선 수서역 ~ 선릉역 구간 개통.
- 2004년 : 운임 산정 방식을 구간 운임제에서 다시 거리 비례제로 변경. 버스와의 환승 할인 제도 도입.
- 2004년 1월 16일 : 분당선 이매역 개통.
- 2004년 6월 25일 : 수도권 전철 1호선 경부선 부곡역을 의왕역으로 개칭 및 남부화물기지선 의왕역을 오봉역으로 개칭.
- 2004년 9월 24일 : 분당선 구룡역 개통.
- 2004년 11월 26일 : 분당선 舊 보정역 개통.
- 2005년 1월 20일 : 수도권 전철 1호선 경부선 병점역 ~ 천안역 구간 개통. 구로-천안간 급행열차 운행.
- 2005년 7월 1일 : 수도권 전철 1호선 경부선 및 서울 지하철 7호선 가리봉역을 가산디지털단지역으로 개칭.
- 2005년 12월 16일 : 중앙선 청량리역 ~ 덕소역 구간을 수도권 전철에 편입하며, 수도권 전철 1호선의 지선으로 취급되던 경원선 용산역 ~ 성북역간 계통을 폐지하고, 남은 용산역 ~ 청량리역 구간을 수도권 전철 중앙선에 편입하여 수도권 전철 중앙선 계통이 성립. 당시 노선 안내명은 중앙선이 아닌 용산-덕소선.
- 2005년 12월 21일 : 서울 지하철 1호선 동묘앞역 개통 및 수도권 전철 1호선 경인선 주안역 ~ 동인천역 간 복복선 개통 및 용산역 ~ 동인천역 급행 전철 운행.
- 2005년 12월 27일 : 수도권 전철 1호선 경부선 세마역, 오산대역 개통.
- 2006년 6월 30일 : 수도권 전철 1호선 경부선 진위역, 지제역 개통.
- 2006년 12월 15일 : 수도권 전철 1호선 경원선 의정부역 ~ 동두천역 구간 복선 전철화 개통, 동두천역 ~ 소요산역 구간 단선 전철화 개통 및 동안역을 동두천역으로, 동두천역을 동두천중앙역으로, 의정부북부역을 가능역으로 개칭 및 광명역의 접근 편의성을 위한 셔틀 열차를 용산역 ~ 광명역 구간에서 운행.
- 2007년 3월 16일 : 인천 도시철도 1호선 귤현역 ~ 계양역 구간 개통.
- 2007년 3월 23일 : 인천국제공항철도 김포공항역 ~ 인천국제공항역 구간 개통.
- 2007년 12월 24일 : 수도권 전철 분당선 오리역 ~ 죽전역 구간 개통.
- 2007년 12월 27일 : 수도권 전철 중앙선 덕소역 ~ 팔당역 구간 연장 개통과 동시에 중앙선으로 안내 명칭 확정.
- 2007년 12월 28일 : 수도권 전철 1호선 경원선 덕계역 개통 및 주내역을 양주역으로 개칭.
- 2008년 12월 1일 : 수도권 전철 1호선 KTX 광명 셔틀 열차 운행구간을 용산역 ~ 광명역에서 영등포역 ~ 광명역으로 단축 및 10량에서 4량으로 단축
- 2008년 12월 15일 : 수도권 전철 1호선 장항선 천안역 ~ 신창역 구간 개통. 경부선 계통과 통합 운행.
- 2008년 12월 29일 : 수도권 전철 1호선 경부선 시흥역을 금천구청역으로 개칭 및 수도권 전철 중앙선 팔당역 ~ 국수역 구간 개통.
- 2009년 2월 1일 : 수도권 전철 승차권을 자기식 종이 승차권에서 1회용 IC식 교통카드로 교체.
- 2009년 6월 1일 : 인천 도시철도 1호선 동막역 ~ 국제업무지구역 구간 개통.
- 2009년 7월 1일 : 수도권 전철 경의선 서울역 ~ 문산역 구간 개통과 함께 수도권 전철 편입.
- 2009년 7월 24일 : 서울 지하철 9호선 개화역 ~ 신논현역 구간 개통.
- 2009년 10월 29일: 서울 지하철 2호선, 수도권 전철 4호선, 수도권 전철 5호선 동대문운동장역을 동대문역사문화공원역으로 개칭.
- 2009년 12월 23일 : 수도권 전철 중앙선 신원역, 국수역 ~ 용문역 구간 개통.
- 2010년 1월 21일 : 수도권 전철 1호선 경부선 당정역 개통.
- 2010년 2월 18일 : 서울 지하철 3호선 수서역 ~ 오금역 구간 개통.
- 2010년 2월 26일 : 수도권 전철 1호선 병점기지선 병점역 ~ 서동탄역 구간 개통. 경부선 계통의 지선으로, 병점역 시종착 열차를 연장 운행.
- 2010년 5월 27일 : 서울 지하철 2호선 성내역을 잠실나루역으로 개칭.
- 2010년 12월 21일 : 수도권 전철 경춘선 상봉역 ~ 춘천역 구간 개통과 함께 수도권 전철 편입. 수도권 전철 중앙선 상봉역, 망우역 환승 개통 및 오빈역 개통.
- 2010년 12월 29일 : 인천국제공항철도 김포공항역 ~ 서울역 구간 개통. 김포공항역 ~ 인천국제공항역 사이를 운행했던 직통열차가 서울역 ~ 인천국제공항역으로 변경.
- 2011년 7월 1일 : 서울메트로와 한국철도공사 광역전철 전 노선에 접근 멜로디를 도입. (9호선, 신분당선, 인천국제공항철도 제외)
- 2011년 10월 28일 : 신분당선 강남역 ~ 정자역 구간 개통.
- 2011년 11월 30일 인천국제공항철도 공덕역 개통.
- 2011년 12월 28일 : 분당선 죽전역 ~ 기흥역 구간 개통. 보정역 지하화와 함께 지상 역사 폐쇄. 경원대역을 가천대역으로 개칭.
- 2012년 6월 30일 : 수인선 오이도역 ~ 송도역 구간 개통과 함께 수도권 전철 편입.
- 2012년 7월 1일 : 의정부경전철 발곡역 ~ 탑석역 구간 개통.
- 2012년 10월 6일 : 분당선 선릉역 ~ 왕십리역 구간 개통.
- 2012년 10월 27일 : 서울 지하철 7호선 온수역 ~ 부평구청역 구간 개통.
- 2012년 12월 1일 : 분당선 기흥역 ~ 망포역 구간 개통.
- 2012년 12월 15일 : 수도권 전철 경의선 용산선 디지털미디어시티역 ~ 공덕역 구간 개통. 경의선 계통과 통합 운행으로 경의·중앙선으로 변경과 수도권 전철 경춘선 별내역 개통.
- 2013년 2월 25일 : 수도권 전철 1호선 경원선 성북역을 광운대역으로 개칭.
- 2013년 4월 26일 : 용인경전철 기흥역 ~ 에버랜드역 구간 개통.
- 2013년 8월 1일 : 인천국제공항철도 전 노선에 서울메트로, 한국철도공사 광역전철 접근 멜로디로 도입. (9호선, 신분당선 제외)
- 2013년 11월 4일 : 수도권 전철 경춘선 광운대역 ~ 망우역 구간 개통.
- 2013년 11월 30일 : 분당선 망포역 ~ 수원역 구간 개통. 급행 열차 운행(왕십리역 ~ 죽전역 구간 전 역 정차). 수도권 전철 경춘선 천마산역 개통.
- 2013년 12월 28일 : 수도권 전철 경춘선 신내역 개통.
- 2014년 5월 24일 : 서울 지하철 9호선 마곡나루역 개통.
- 2014년 6월 21일 : 인천국제공항철도 청라국제도시역 개통.
- 2014년 8월 25일 : 수도권 전철 1호선 영등포역 ~ 병점역 간 급행열차 운행 개시.
- 2014년 9월 20일 : 용인경전철 수도권 통합환승할인 적용.
- 2014년 9월 20일 : 의정부경전철 수도권 통합환승할인 적용.
- 2014년 12월 27일 : 수도권 전철 3호선 일산선 원흥역 개통, 수도권 전철 경의선 공덕역 ~ 용산역 구간 개통. 수도권 전철 중앙선과 용산역에서 상호 직결 운행을 시작하면서 수도권 전철 경의·중앙선 형성.
- 2015년 3월 28일 : 서울역 서울 지하철 1호선, 서울 지하철 4호선 ~ 인천국제공항철도 간 환승통로 및 서울 지하철 9호선 신논현역 ~ 종합운동장역 구간 개통.
- 2015년 10월 31일 : 노량진역 수도권 전철 1호선 경부선 ~ 서울 지하철 9호선 간 환승통로 개통. 수도권 전철 경의·중앙선 야당역 개통.
- 2016년 1월 30일 : 신분당선 정자역 ~ 광교역 구간 개통.
- 2016년 2월 1일 : 수도권 전철 1호선 경인선 개봉역, 제물포역 급행열차 정차 개시.
- 2016년 2월 27일 : 수인선 송도역 ~ 인천역 구간 개통.
- 2016년 3월 26일 : 인천국제공항철도 영종역 개통.
- 2016년 4월 30일 : 수도권 전철 경의·중앙선 효창공원앞역 개통.
- 2016년 7월 30일 : 인천 지하철 2호선 검단오류역 ~ 운연역 구간 개통.
- 2016년 9월 24일 : 수도권 전철 경강선 판교역 ~ 여주역 구간 개통.
- 2016년 9월 26일 : 수도권 전철 경춘선 상봉역 ~ 청량리역 구간 개통.
- 2016년 12월 9일 : 수도권 전철 1호선 용산역 ~ 신창역 간 급행열차 신설.
- 2016년 12월 15일: 서울 지하철 2호선 신천역을 잠실새내역으로 개칭.
- 2017년 1월 21일 : 수도권 전철 경의·중앙선 용문역 ~ 지평역 개통.
- 2017년 7월 7일 : 수인선 급행 신설, 경인선 특급 급행 신설 및 경의선 문산 ~ 서울역 구간 급행 확대.
- 2017년 9월 2일 : 서울 경전철 우이신설선 북한산우이역 ~ 신설동역 구간 개통.
- 2018년 1월 13일 : 인천국제공항철도 인천공항2터미널역 개통, 인천국제공항역을 인천공항1터미널역으로 개칭.
- 2018년 4월 28일 : 신분당선 미금역 개통.
- 2018년 6월 16일 : 수도권 전철 서해선 소사역 ~ 원시역 구간 개통.
- 2018년 9월 29일 : 인천국제공항철도 마곡나루역 개통.
- 2018년 12월 1일 : 서울 지하철 9호선 종합운동장역 ~ 중앙보훈병원역 개통 및 마곡나루역 급행 정차 개시.
- 2018년 12월 31일 : 분당선 왕십리역 ~ 청량리역 구간 개통.
- 2019년 9월 28일 : 김포골드라인 김포공항역 ~ 양촌역 구간 개통.
- 2019년 12월 21일 : 서울 지하철 6호선 봉화산역 ~ 신내역 구간 개통.
- 2020년 3월 28일 : 수도권 전철 경의·중앙선 문산역 ~ 임진강역 구간 개통.
- 2020년 8월 8일 : 수도권 전철 5호선 하남선 상일동역 ~ 하남풍산역 구간 개통.
- 2020년 9월 12일 : 수도권 전철 수인선 오이도역 ~ 수원역 구간 개통. 수도권 전철 분당선과 수원역에서 상호 직결 운행을 시작하면서 수도권 전철 수인·분당선 형성.
- 2020년 11월 24일 : 수도권 전철 1호선 경부선 지제역을 평택지제역으로, 서해선 원곡역을 시우역으로 개칭.
- 2020년 12월 12일 : 인천 도시철도 1호선 국제업무지구역 ~ 송도달빛축제공원역 구간 개통.
- 2021년 3월 27일 : 수도권 전철 5호선 하남선 하남풍산역 ~ 하남검단산역 구간 및 강일역 개통.
- 2021년 5월 22일 : 서울 지하철 7호선 부평구청역 ~ 석남역 구간 개통.
- 2021년 10월 30일 : 수도권 전철 1호선 장항선 탕정역, 의정부 경전철 차량기지 임시승강장 개통.
- 2021년 12월 11일 : 수도권 전철 경의·중앙선 임진강역 ~ 도라산역 구간 개통.
- 2021년 12월 18일 : 수도권 전철 8호선 남위례역 개통.
- 2022년 1월: 상봉역 서울 지하철 7호선, 수도권 전철 경춘선, 수도권 전철 경의·중앙선 환승통로 개통
- 2022년 2월 12일 : 수도권 전철 경의·중앙선 도라산역 ~ 임진강역 휴업.
- 2022년 3월 19일 : 수도권 전철 4호선 진접선 당고개역 ~ 진접역 구간 개통.
- 2022년 5월 28일 : 신분당선 강남역 ~ 신사역 구간, 서울 경전철 신림선 샛강역 ~ 관악산역 구간 개통.
- 2022년 7월 14일 : 인천공항 자기부상철도 운행 중단.
- 2022년 12월 17일 : 수도권 전철 경의·중앙선 운천역 개통.
- 2023년 7월 1일 : 수도권 전철 서해선 대곡-소사선(대곡역 ~ 소사역 구간) 개통.
- 2023년 8월 26일 : 수도권 전철 서해선 (대곡역 ~ 일산역 구간) 개통.
- 2023년 11월 21일 : 수도권 전철 경의·중앙선 화전역을 한국항공대역으로 개칭.
- 2023년 12월 16일 : 수도권 전철 1호선 경원선 동두천역 ~ 연천역 구간 단선 전철화 개통.
- 2024년 1월 29일 : 용인경전철 운동장.송담대역을 용인중앙시장역으로 개칭.
- 2024년 2월 29일 : 서울 지하철 7호선 뚝섬유원지역을 자양역으로 개칭.
- 2024년 3월 30일 : 수도권 전철 경강선, GTX-A 성남역, GTX-A 수서역 ~ 동탄역 구간 개통.
- 2024년 6월 29일 : GTX-A 구성역 개통.
- 2024년 8월 9일 : 수도권 전철 경의·중앙선 도라산역 ~ 임진강역 재개통.
- 2024년 8월 10일 : 수도권 전철 8호선 별내선 암사역 ~ 별내역 구간 개통.
- 2024년 10월 31일 : 수도권 전철 4호선 당고개역을 불암산역으로 개칭.
- 2024년 12월 28일 : GTX-A 운정중앙역 ~ 서울역 구간 개통.
- 2025년 6월 28일 : 인천 도시철도 1호선 계양역 ~ 검단호수공원역 구간 개통.

## 운행 중인 노선
| 노선색                 | 운행 계통                        | 노선명                           | 노선명                           | 기점역         | 종점역                     | 거리                        | 역수          | 관리자 또는 소유자                       | 운영자                                     |
| ---------------------- | -------------------------------- | -------------------------------- | -------------------------------- | -------------- | -------------------------- | --------------------------- | ------------- | ---------------------------------------- | ------------------------------------------ |
|                        | 1호선                            | 1호선                            | 경원선                           | 회기           | 연천                       | 218.3km                     | 102           | 대한민국 정부                            | 한국철도공사                               |
| 경부선                 | 1호선                            | 1호선                            | 서울역                           | 두정           |                            | 218.3km                     | 102           | 대한민국 정부                            | 한국철도공사                               |
| 경인선                 | 1호선                            | 1호선                            | 구로                             | 인천           |                            | 218.3km                     | 102           | 대한민국 정부                            | 한국철도공사                               |
| 경부고속선             | 1호선                            | 1호선                            | 금천구청                         | 광명           |                            | 218.3km                     | 102           | 대한민국 정부                            | 한국철도공사                               |
| 병점기지선             | 1호선                            | 1호선                            | 병점                             | 서동탄         |                            | 218.3km                     | 102           | 대한민국 정부                            | 한국철도공사                               |
| 천안직결선             | 1호선                            | 1호선                            | 두정                             | 천안           |                            | 218.3km                     | 102           | 대한민국 정부                            | 한국철도공사                               |
| 장항선                 | 1호선                            | 1호선                            | 천안                             | 신창(순천향대) |                            | 218.3km                     | 102           | 대한민국 정부                            | 한국철도공사                               |
| 서울 지하철 1호선      | 1호선                            | 1호선                            | 서울역                           | 청량리         | 서울특별시                 | 218.3km                     | 102           | 서울교통공사                             |                                            |
|                        | 서울 지하철 2호선                | 서울 지하철 2호선                | 본선                             | 시청           | 서울특별시                 | 시청                        | 60.2km        | 서울교통공사                             | 51                                         |
| 성수지선               | 서울 지하철 2호선                | 서울 지하철 2호선                | 성수                             | 신설동         | 서울특별시                 |                             | 60.2km        | 서울교통공사                             | 51                                         |
| 신정지선               | 서울 지하철 2호선                | 서울 지하철 2호선                | 신도림                           | 까치산         | 서울특별시                 |                             | 60.2km        | 서울교통공사                             | 51                                         |
|                        | 3호선                            | 3호선                            | 서울 지하철 3호선                | 지축           | 서울특별시                 | 오금                        | 57.4km        | 서울교통공사                             | 44                                         |
| 일산선                 | 3호선                            | 3호선                            | 지축                             | 대화           | 대한민국 정부              | 한국철도공사                | 57.4km        |                                          | 44                                         |
|                        | 4호선                            | 4호선                            | 과천선                           | 남태령         | 대한민국 정부              | 한국철도공사                | 금정          | 85.7km                                   | 51                                         |
| 안산선                 | 4호선                            | 4호선                            | 금정                             | 오이도         | 대한민국 정부              | 한국철도공사                |               | 85.7km                                   | 51                                         |
| 진접선                 | 4호선                            | 4호선                            | 불암산                           | 진접           | 서울특별시                 | 남양주도시공사 서울교통공사 |               | 85.7km                                   | 51                                         |
| 서울 지하철 4호선      | 4호선                            | 4호선                            | 불암산                           | 남태령         | 서울특별시                 | 서울교통공사                |               | 85.7km                                   | 51                                         |
|                        | 5호선                            | 5호선                            | 서울 지하철 5호선 본선           | 방화           | 상일동                     | 서울교통공사                | 59.7km        | 56                                       | 서울특별시                                 |
| 서울 지하철 5호선 지선 | 5호선                            | 5호선                            | 강동                             | 마천           |                            | 서울교통공사                | 59.7km        | 56                                       | 서울특별시                                 |
| 하남선                 | 5호선                            | 5호선                            | 상일동                           | 하남검단산     | 하남시                     | 서울교통공사                | 59.7km        | 56                                       |                                            |
|                        | 서울 지하철 6호선                | 서울 지하철 6호선                | 서울 지하철 6호선                | 응암           | 신내                       | 서울교통공사                | 36.4km        | 39                                       | 서울특별시                                 |
|                        | 서울 지하철 7호선                | 서울 지하철 7호선                | 서울 지하철 7호선                | 장암           | 석남                       | 61.0km                      | 53            | 서울특별시 부천시 인천광역시             | 서울교통공사 인천교통공사                  |
|                        | 8호선                            | 8호선                            | 서울 지하철 8호선                | 암사           | 모란                       | 30.2km                      | 24            | 서울특별시                               | 서울교통공사                               |
| 별내선                 | 8호선                            | 8호선                            | 별내                             | 암사           | 서울특별시 구리시 남양주시 | 30.2km                      | 24            | 서울교통공사 구리도시공사 남양주도시공사 |                                            |
|                        | 서울 지하철 9호선                | 서울 지하철 9호선                | 서울 지하철 9호선                | 개화           | 중앙보훈병원               | 40.9km                      | 38            | 서울특별시                               | 서울시메트로9호선 서울교통공사             |
|                        | 서울 경전철 우이신설선           | 서울 경전철 우이신설선           | 서울 경전철 우이신설선           | 북한산우이     | 신설동                     | 11.4km                      | 13            | 서울특별시                               | 우이신설경전철 우이신설경전철운영          |
|                        | 서울 경전철 신림선               | 서울 경전철 신림선               | 서울 경전철 신림선               | 샛강           | 관악산                     | 7.5km                       | 11            | 서울특별시                               | 남서울경전철 로템SRS                       |
|                        | 인천국제공항철도                 | 인천국제공항철도                 | 인천국제공항철도                 | 서울           | 인천공항2터미널            | 63.8km                      | 14            | 대한민국 정부                            | 공항철도                                   |
|                        | 경의·중앙선                      | 경의·중앙선                      | 경의선                           | 서울역         | 문산, 임진강               | 144.0km                     | 58            | 대한민국 정부                            | 한국철도공사                               |
| 용산선                 | 경의·중앙선                      | 경의·중앙선                      | 용산                             | 가좌           |                            | 144.0km                     | 58            | 대한민국 정부                            | 한국철도공사                               |
| 경원선                 | 경의·중앙선                      | 경의·중앙선                      | 용산                             | 회기           |                            | 144.0km                     | 58            | 대한민국 정부                            | 한국철도공사                               |
| 중앙선                 | 경의·중앙선                      | 경의·중앙선                      | 청량리                           | 용문, 지평     |                            | 144.0km                     | 58            | 대한민국 정부                            | 한국철도공사                               |
|                        | 수도권 전철 경춘선               | 수도권 전철 경춘선               | 중앙선                           | 청량리, 상봉   | 망우                       | 85.6km                      | 24            | 대한민국 정부                            | 한국철도공사                               |
| 경원선                 | 수도권 전철 경춘선               | 수도권 전철 경춘선               | 청량리                           | 회기           |                            | 85.6km                      | 24            | 대한민국 정부                            | 한국철도공사                               |
| 망우선                 | 수도권 전철 경춘선               | 수도권 전철 경춘선               | 망우                             | 상봉, 광운대   |                            | 85.6km                      | 24            | 대한민국 정부                            | 한국철도공사                               |
| 경춘선                 | 수도권 전철 경춘선               | 수도권 전철 경춘선               | 망우                             | 춘천           |                            | 85.6km                      | 24            | 대한민국 정부                            | 한국철도공사                               |
|                        | 수도권 전철 경강선               | 수도권 전철 경강선               | 경강선                           | 판교           | 여주                       | 57.0km                      | 11            | 대한민국 정부                            | 한국철도공사                               |
|                        | 수인·분당선                      | 분당선                           | 분당선                           | 청량리, 왕십리 | 수원                       | 107.2km                     | 64            | 대한민국 정부                            | 한국철도공사                               |
| 수인선                 | 수인선                           | 수원                             | 인천                             |                |                            | 107.2km                     | 64            | 대한민국 정부                            | 한국철도공사                               |
|                        | 신분당선                         | 신분당선                         | 신분당선                         | 신사           | 광교                       | 33.5km                      | 16            | 대한민국 정부                            | 신분당선 경기철도 새서울철도 네오트랜스    |
|                        | 수도권 전철 서해선               | 수도권 전철 서해선               | 서해선                           | 일산           | 원시                       | 47.0km                      | 21            | 대한민국 정부                            | 한국철도공사 서해철도주식회사 서부광역철도 |
|                        | 인천 도시철도 1호선              | 인천 도시철도 1호선              | 인천 도시철도 1호선              | 검단호수공원   | 송도달빛축제공원           | 37.1km                      | 33            | 인천광역시                               | 인천교통공사                               |
|                        | 인천 도시철도 2호선              | 인천 도시철도 2호선              | 인천 도시철도 2호선              | 검단오류       | 운연                       | 29.1km                      | 27            | 인천광역시                               | 인천교통공사                               |
|                        | 의정부 경전철                    | 의정부 경전철                    | 의정부 경전철                    | 발곡           | 차량기지 임시승강장        | 11.3km                      | 16            | 의정부시                                 | 의정부경량전철                             |
|                        | 용인 경전철(용인 에버라인)       | 용인 경전철(용인 에버라인)       | 용인 경전철(용인 에버라인)       | 기흥           | 전대·에버랜드              | 18.4km                      | 15            | 용인시                                   | 용인경량전철 네오트랜스                    |
|                        | 김포 도시철도 (김포 골드라인)    | 김포 도시철도 (김포 골드라인)    | 김포 도시철도 (김포 골드라인)    | 양촌           | 김포공항                   | 23.7km                      | 10            | 김포시                                   | 김포골드라인운영                           |
|                        | GTX-A (수도권광역급행철도에이선) | GTX-A (수도권광역급행철도에이선) | GTX-A (수도권광역급행철도에이선) | 수서           | 동탄                       | 32.8km                      | 4             | SG레일/서울교통공사                      | SG레일/SR/서울교통공사                     |
| 운정중앙               | GTX-A (수도권광역급행철도에이선) | GTX-A (수도권광역급행철도에이선) | GTX-A (수도권광역급행철도에이선) | 서울           | 33.0km                     | 5                           | 대한민국 정부 | SG레일/서울교통공사                      |                                            |
| 총합                   | 총합                             | 총합                             | 총합                             | 총합           | 총합                       | 1335.0km                    | 786           |                                          |                                            |

## 미개통 노선
| 노선색 | 운행 계통          | 기점         | 종점        | 거리                         | 역수       | 관리자 또는 소유자 | 운영자                    |
| ------ | ------------------ | ------------ | ----------- | ---------------------------- | ---------- | ------------------ | ------------------------- |
|        | 서울 지하철 7호선  | 도봉산       | 고읍        | 14.6km                       | 2          | 의정부시           | 미정                      |
| 석남   | 서울 지하철 7호선  | 청라국제도시 | 10.6km      | 7                            | 인천광역시 | 인천교통공사       |                           |
|        | 서울 지하철 9호선  | 중앙보훈병원 | 풍양        | 3.8km                        | 4          | 서울특별시         | 미정                      |
|        | GTX-A              | 서울역       | 수서        | 15.3km                       | 0          | 대한민국 정부      | SG레일/SR/서울교통공사    |
|        | 수도권 전철 서해선 |              |             |                              |            | 대한민국 정부      |                           |
| 원시   | 서화성             | 4.0km        | 1           | 이레일 서해철도 한국철도공사 |            | 대한민국 정부      |                           |
|        | 서울 경전철 동북선 | 왕십리       | 상계        | 13.3km                       | 16         | 대한민국 정부      | 서울특별시 동북선도시철도 |
|        | 신안산선           | 여의도       | 한양대 원시 | 44.6km                       | 22         | 대한민국 정부      | 현대로템                  |
|        | 경강선 (연수~판교) | 연수         | 판교        | 40.3km                       | 16         | 대한민국 정부      | 한국철도공사              |
|        | 동탄인덕원선       | 인덕원       | 동탄 서동탄 | 37.1km                       | 18         | 대한민국 정부      | 미정                      |
|        | 서울 경전철 위례선 | 마천         | 복정 남위례 | 5.44km                       | 14         | 미정               | 미정                      |

## 운임 체계
수도권 전철은 기본적으로 수도권 통합요금제를 따르고 있으며, 그에 따라 이동 거리에 따른 운임 산정, 타 대중 교통 기관와의 환승 운임 할인 등이 이루어지고 있다. 또한 정기 이용객을 위한 정기권 제도도 있다.
수도권 전철만을 이용하는 경우, 일반적으로는 하차 직전까지 이용한 실제 경로와는 상관없이, 노선 체계상 최단 운임 거리를 기준으로 요금을 산정한다. 기본 운임은 1400원으로, 임률은 기본적으로 4km당 100원이나, 서울특별시와 인천광역시, 경기도의 지원으로 해당 광역 자치 단체 구간 내에서는 10km에서 50km 범위 이내에서 5km당 100원, 50km를 넘는 구간은 매 8km당 100원을 부과하도록 되어 있다.
다만 이 규칙에 어긋나게 요금을 산정하는 구간은 다음과 같다.
- 을지로4가역 - 동대문역사문화공원역 구간은 거리가 0.1km 더 짧은 수도권 전철 5호선 기준
- 강남역 - 정자역 구간처럼 신분당선 이용 거리가 더 짧은 경우 신분당선이 포함된 거리를 기준한다. 단, 추가 운임은 고려하지 않기 때문에 신분당선을 이용하지 않는 경우와의 차이는 무조건 900원이다.
- 경춘선의 망우선 구간인 상봉 - 광운대 구간은 망우선을 제외한 기존선 기준 최단거리(상봉역-태릉입구역-석계역-광운대역)로 산정한다. 해당 구간은 정규 노선이 아니고 평일 하루 2회만 한정 운행하는 노선이기 때문이다.
- 인천국제공항철도의 영종도 구간은 수도권 전철과 동일한 승차권을 사용하나 독자 요금 체계를 채택하고 있으며, 해당 구간에서 환승 할인은 불가능하다[8]. 다만 청라국제도시역 기준 요금 정산 단말기로 수도권 전철-청라 요금을 결제하고 영종도 구간을 다른 교통카드로 정산하면 청라국제도시 이서 구간 이용분에 대해 환승할인이 된다.

## 갤러리

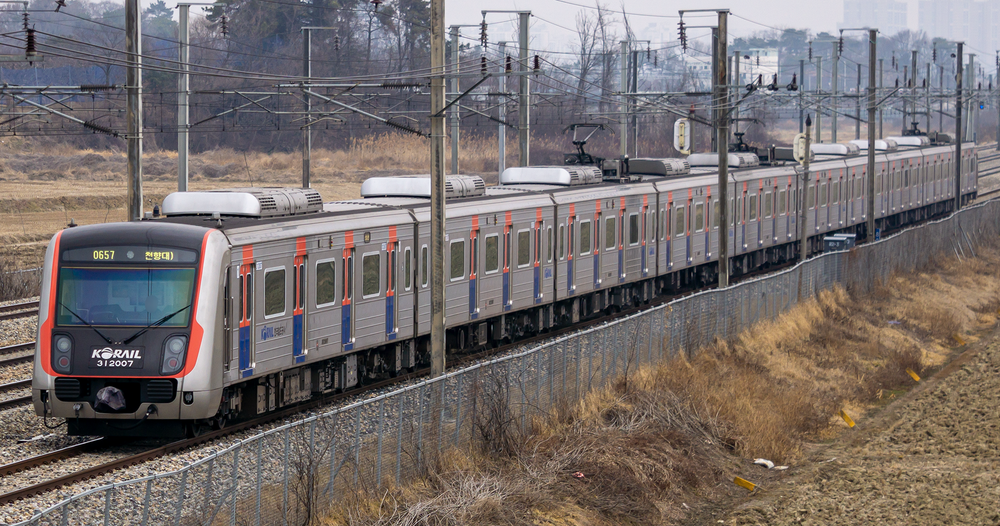
1호선 (한국철도공사)
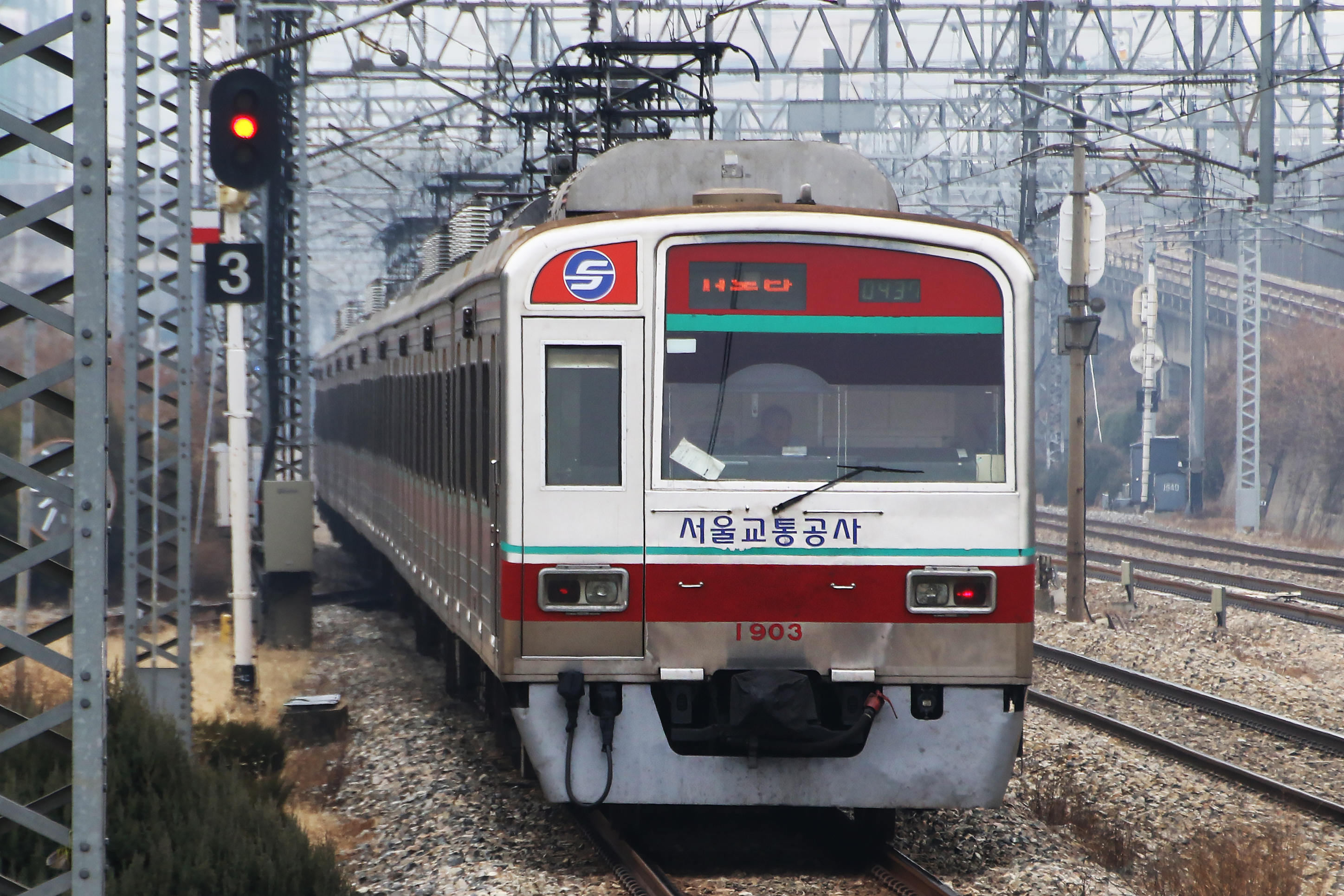
1호선 (서울교통공사)
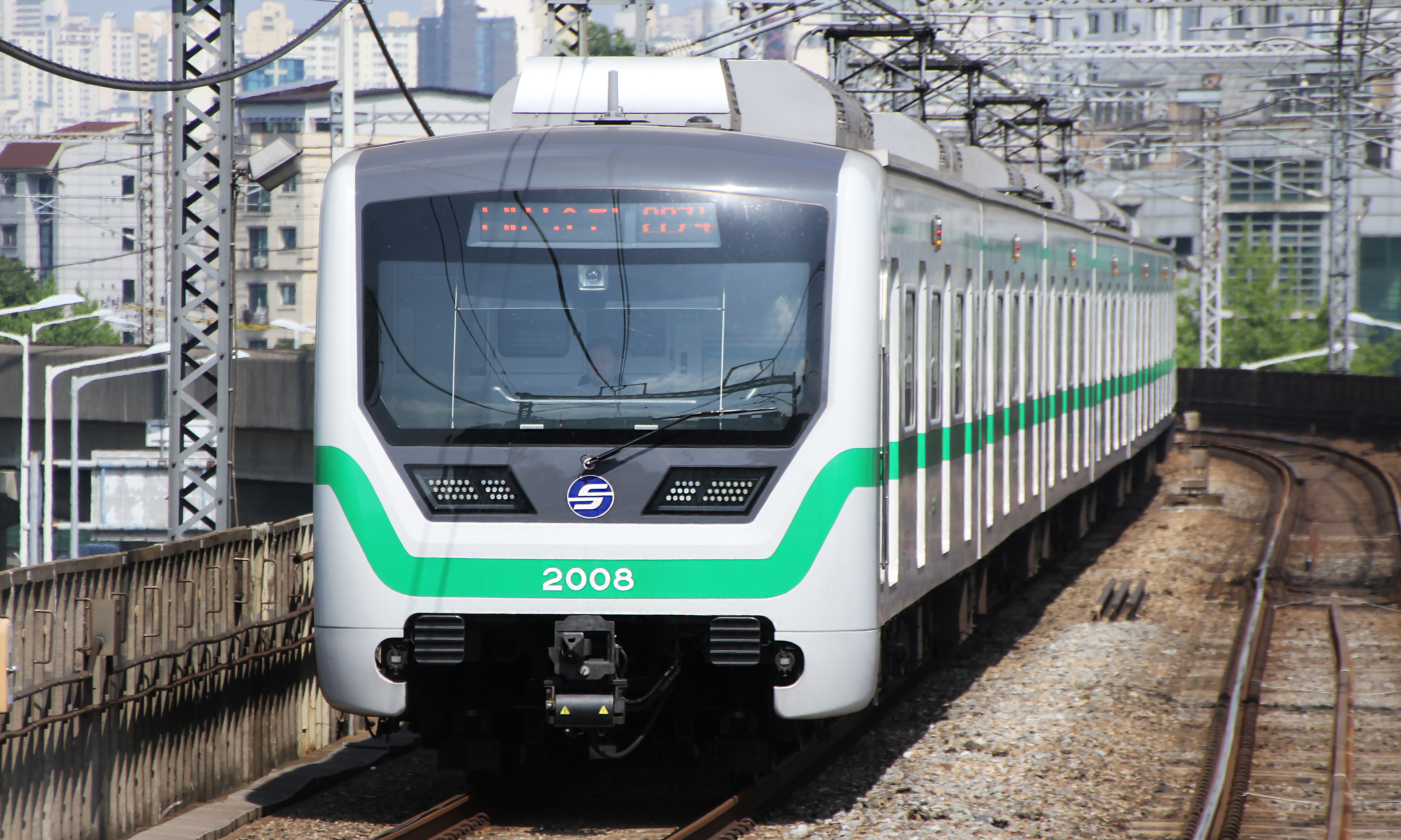
2호선 (서울교통공사) 208편성
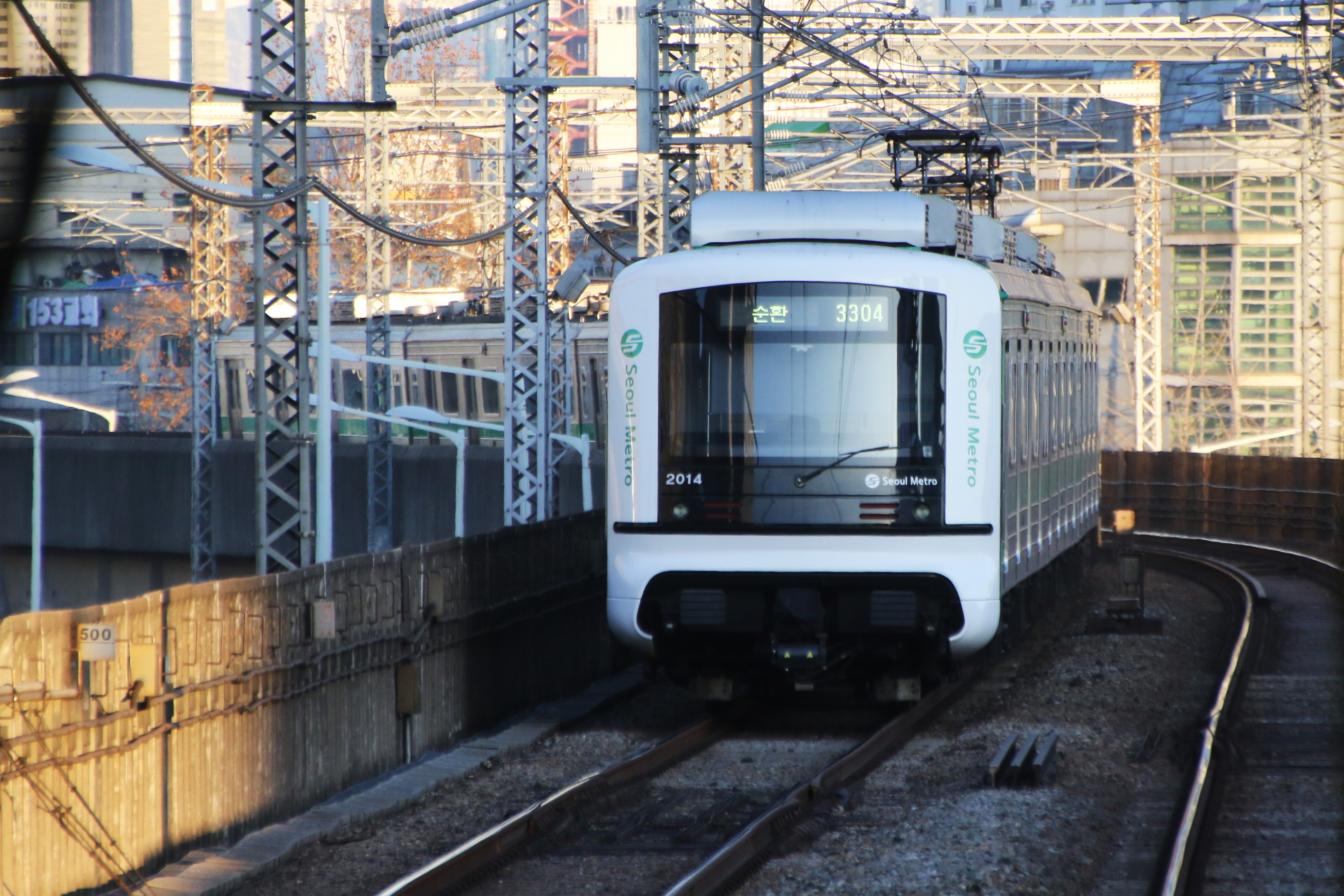
2호선 (서울교통공사) 214편성
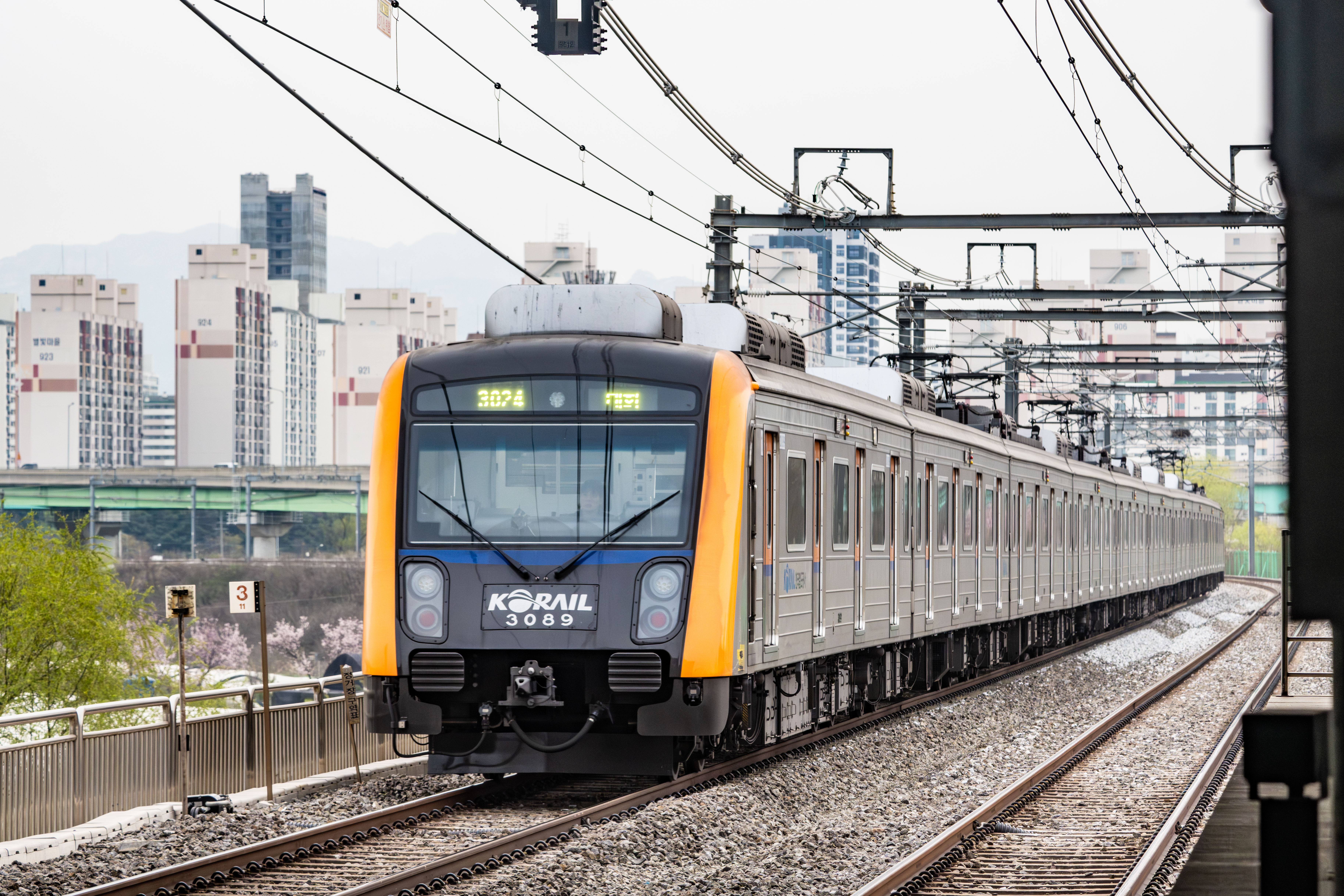
3호선 (한국철도공사) 389편성
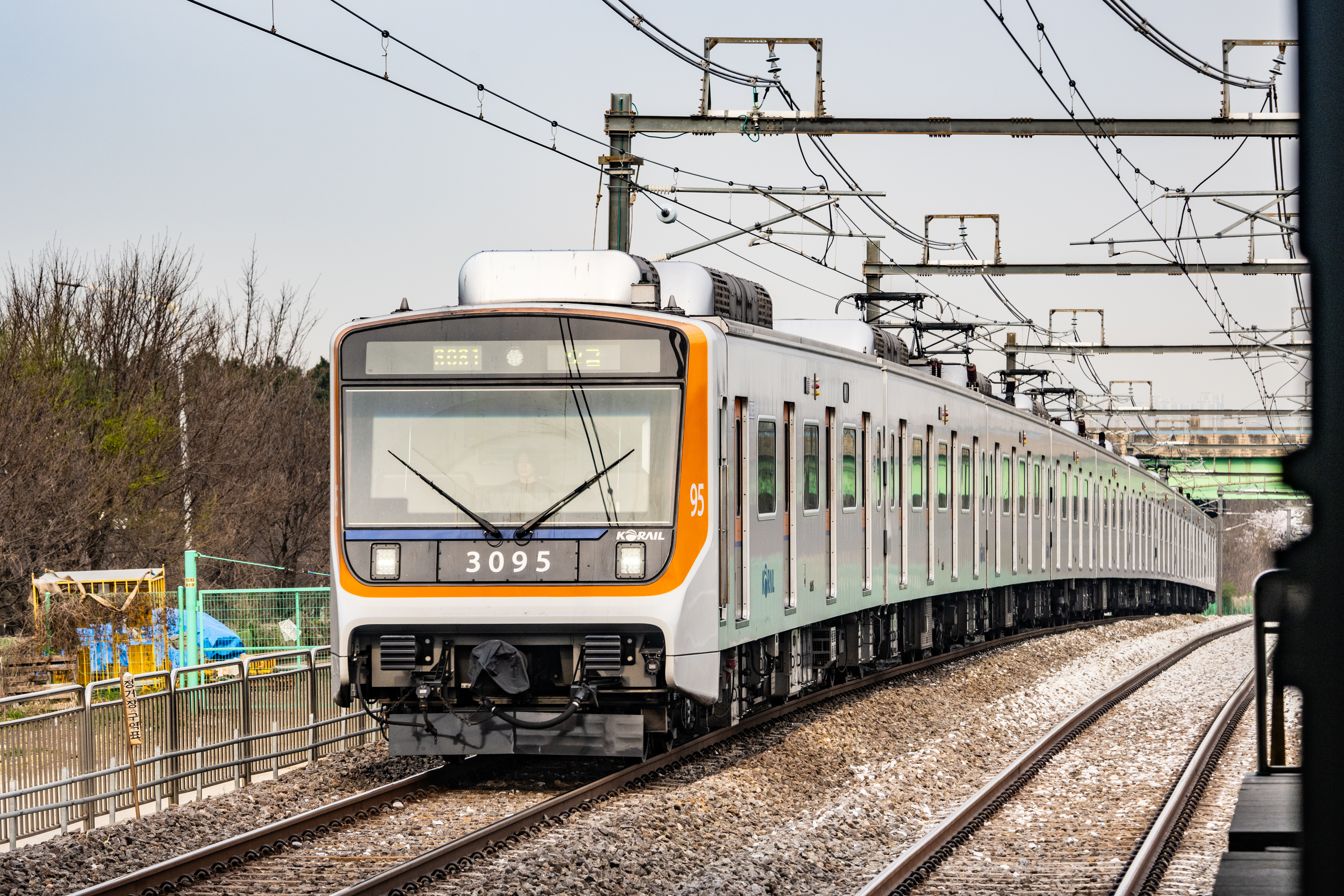
3호선 (한국철도공사) 395편성
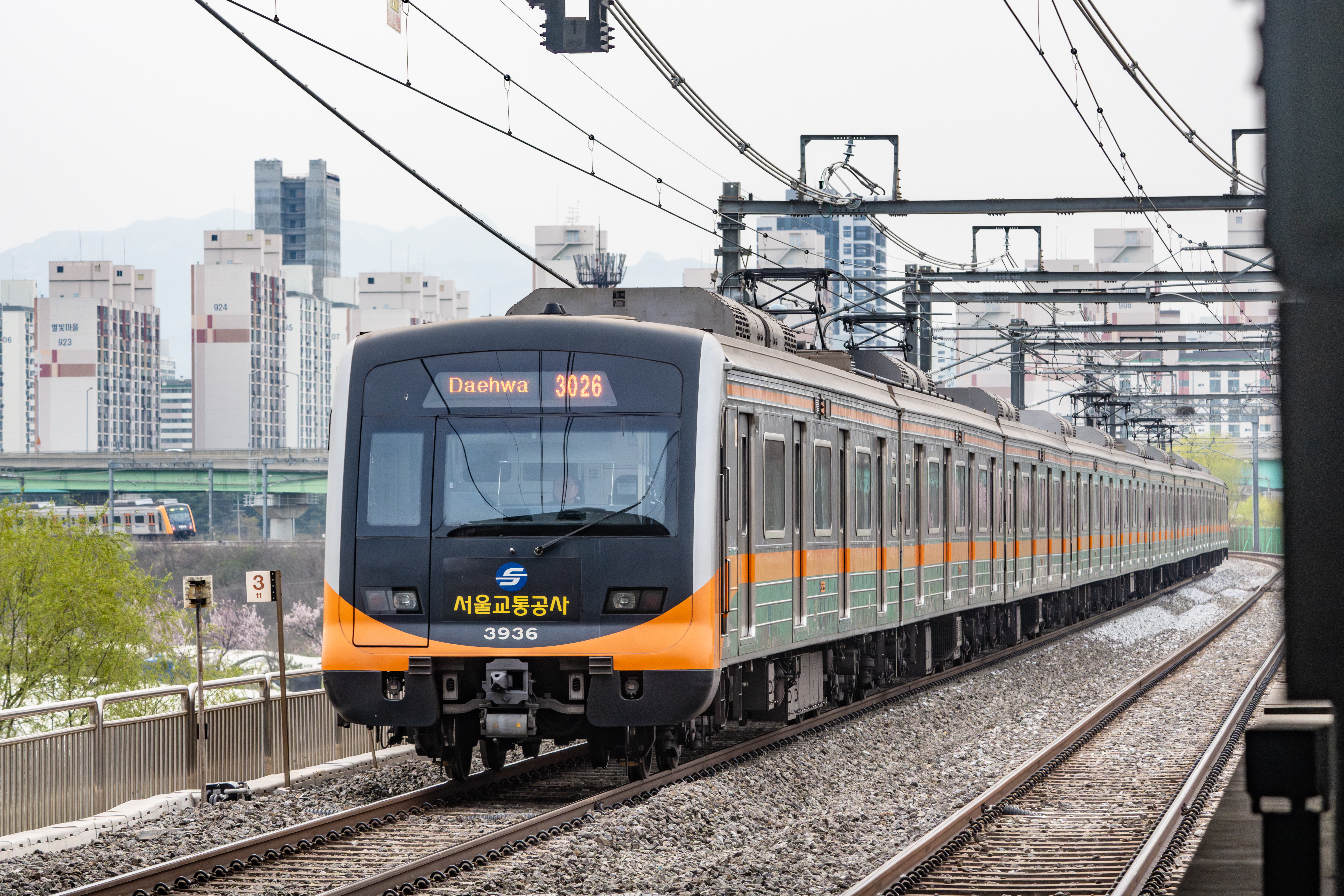
3호선 (서울교통공사)
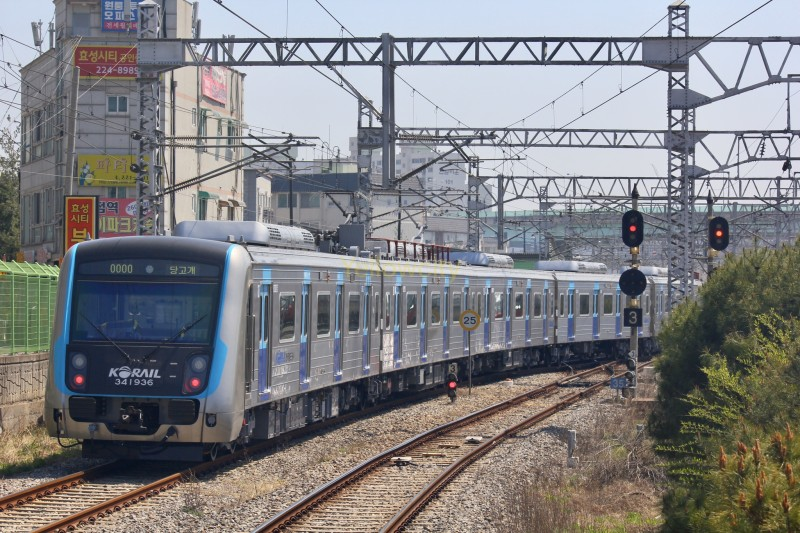
4호선 (한국철도공사)
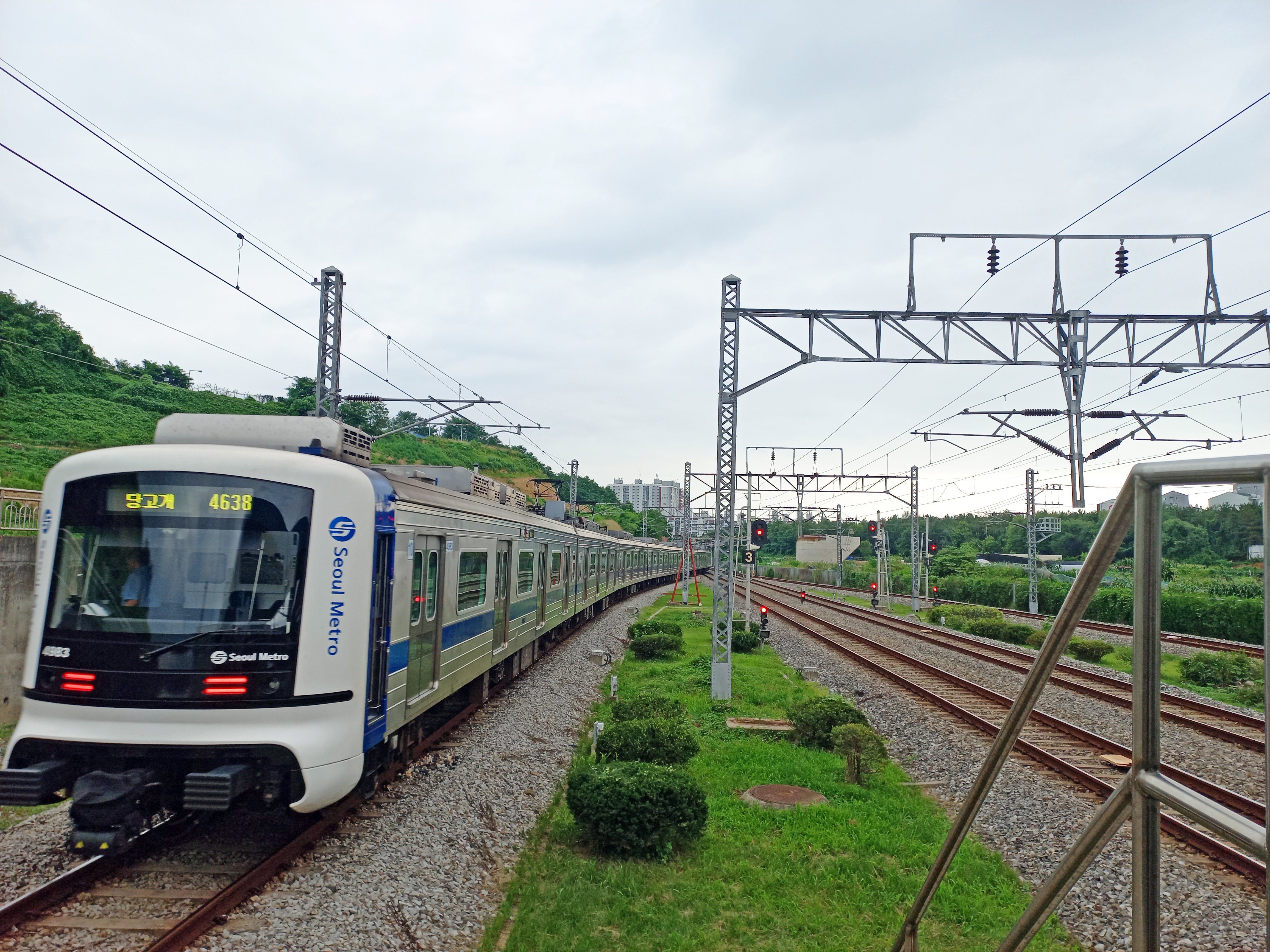
4호선 (서울교통공사)
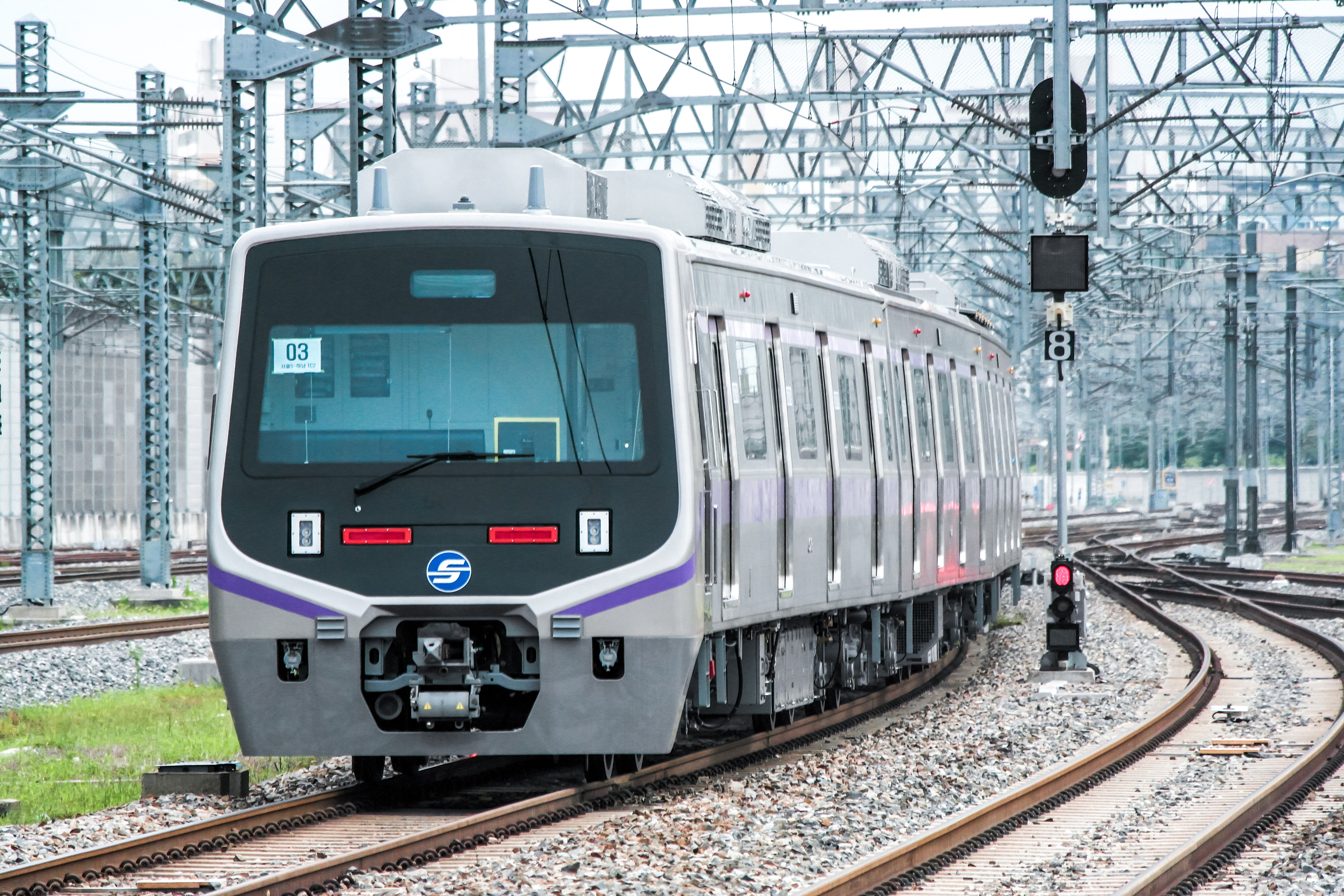
5호선 (서울교통공사)
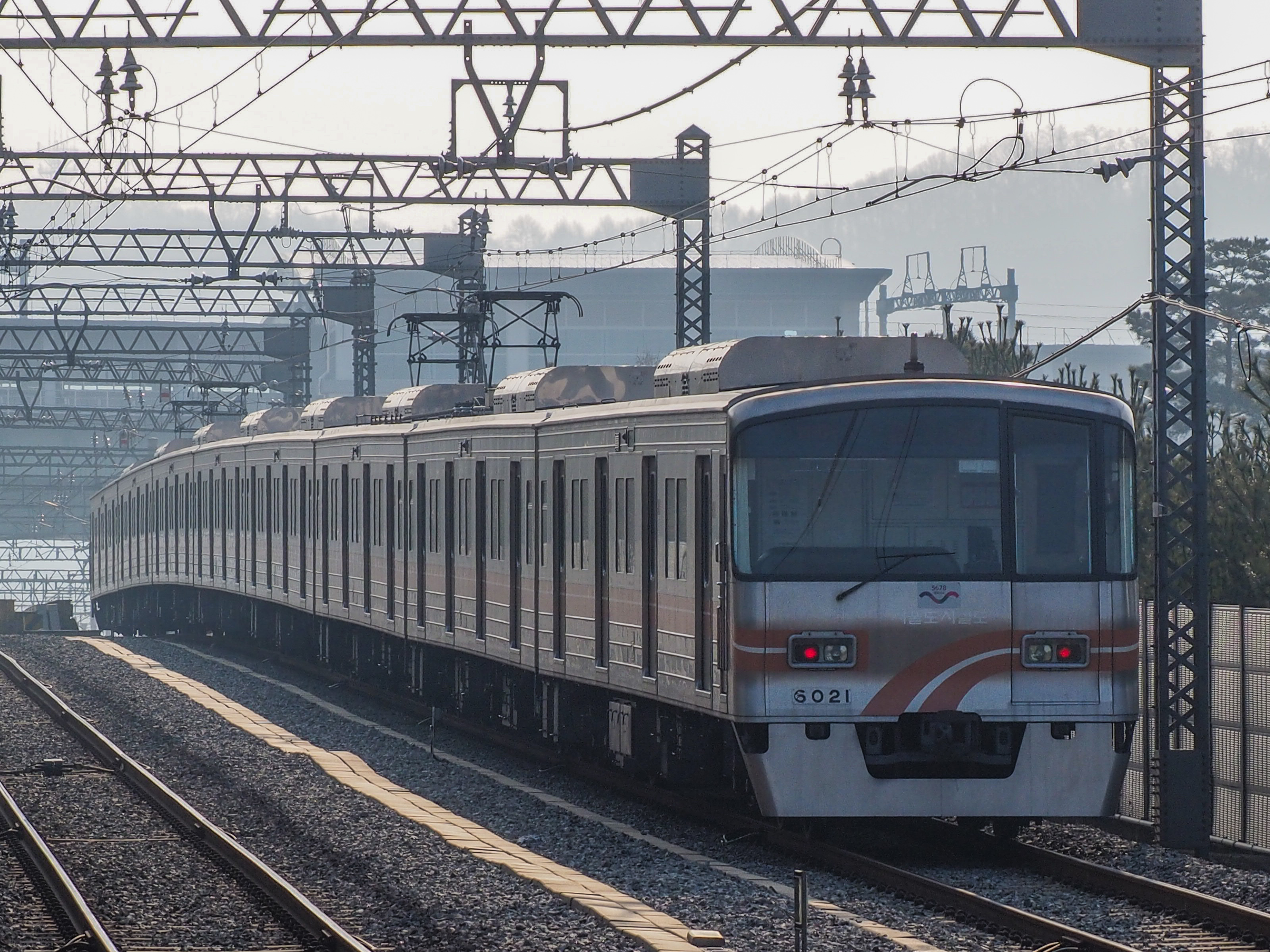
6호선 (서울교통공사)
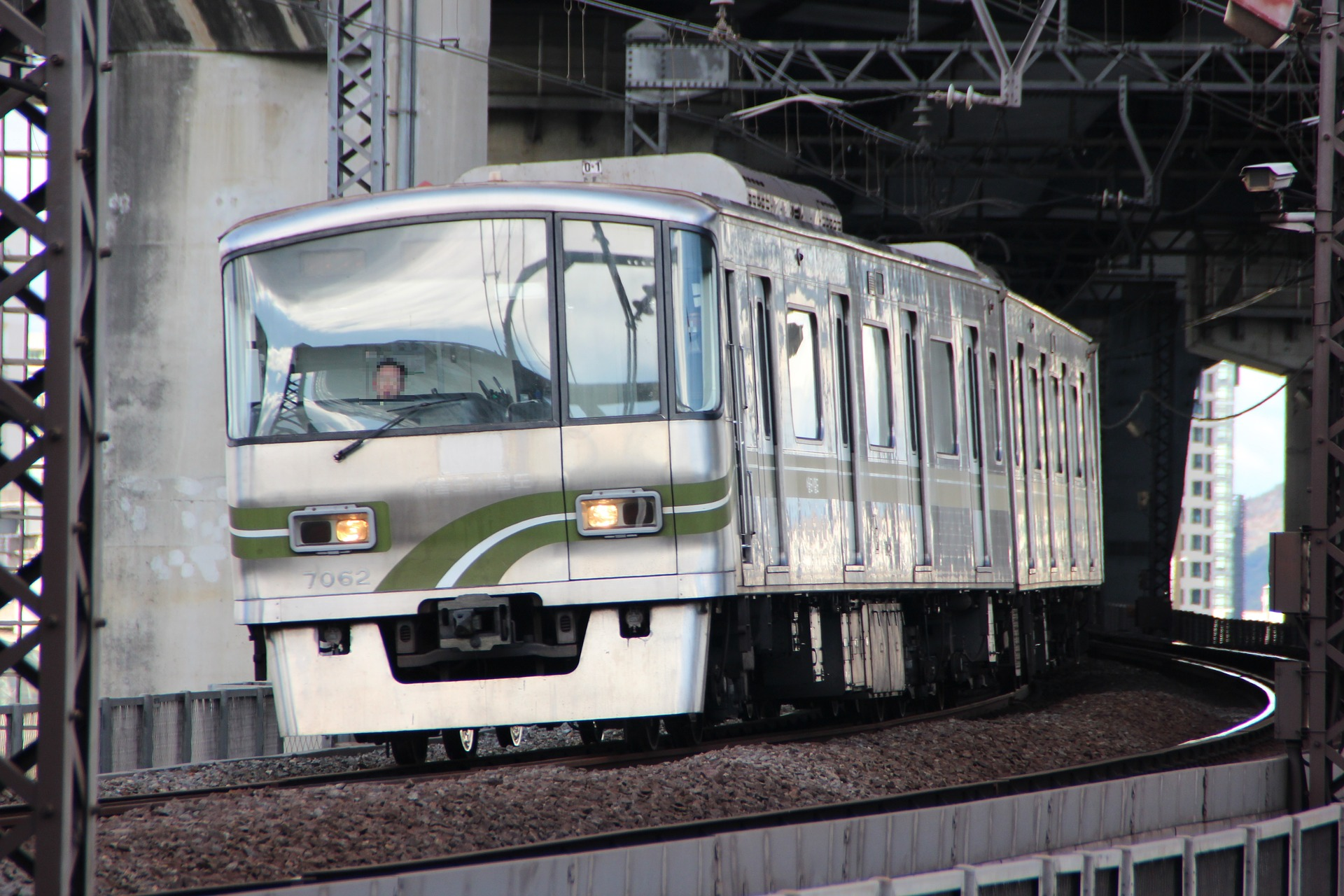
7호선 (서울교통공사)
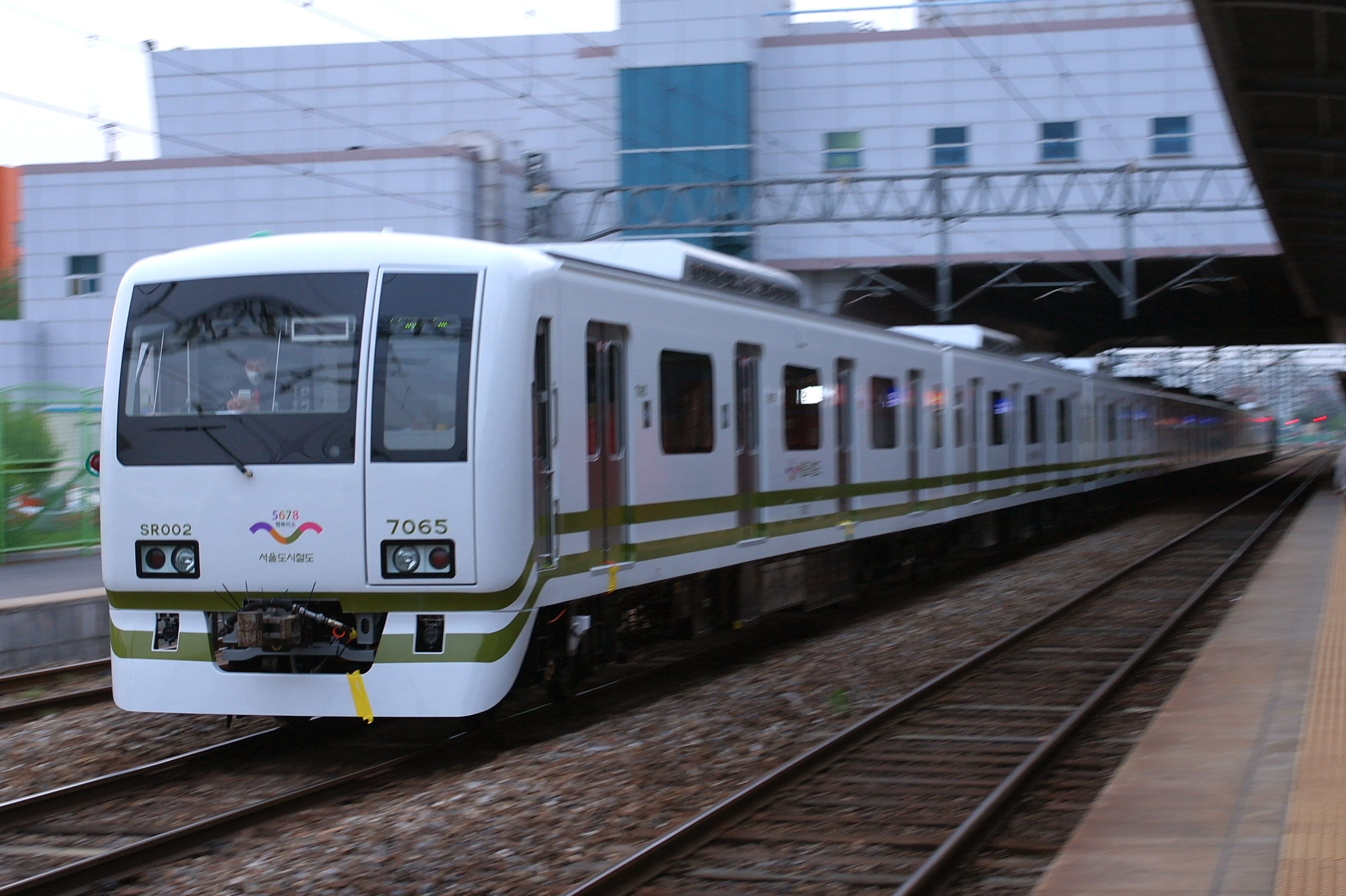
7호선 (인천교통공사) SR002호
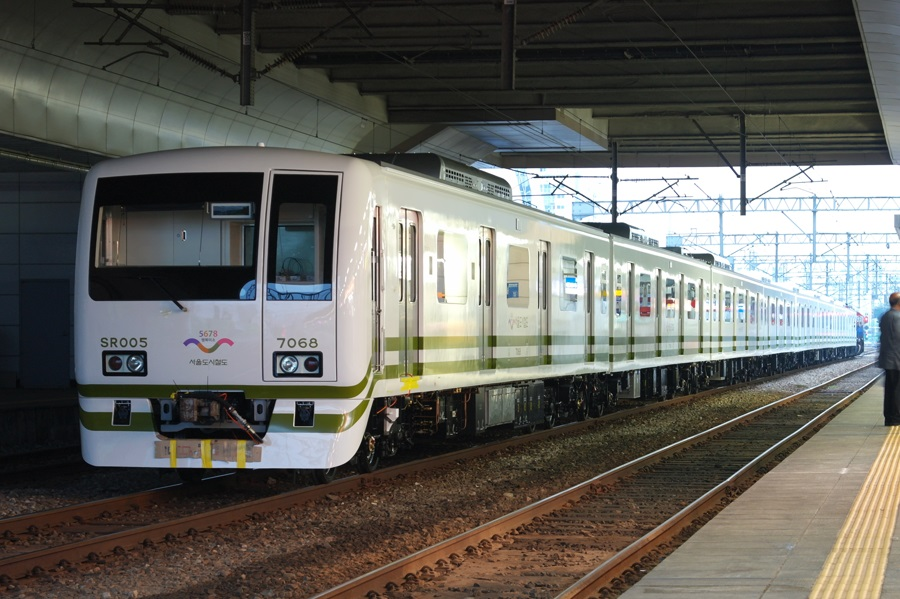
7호선 (인천교통공사) SR005호
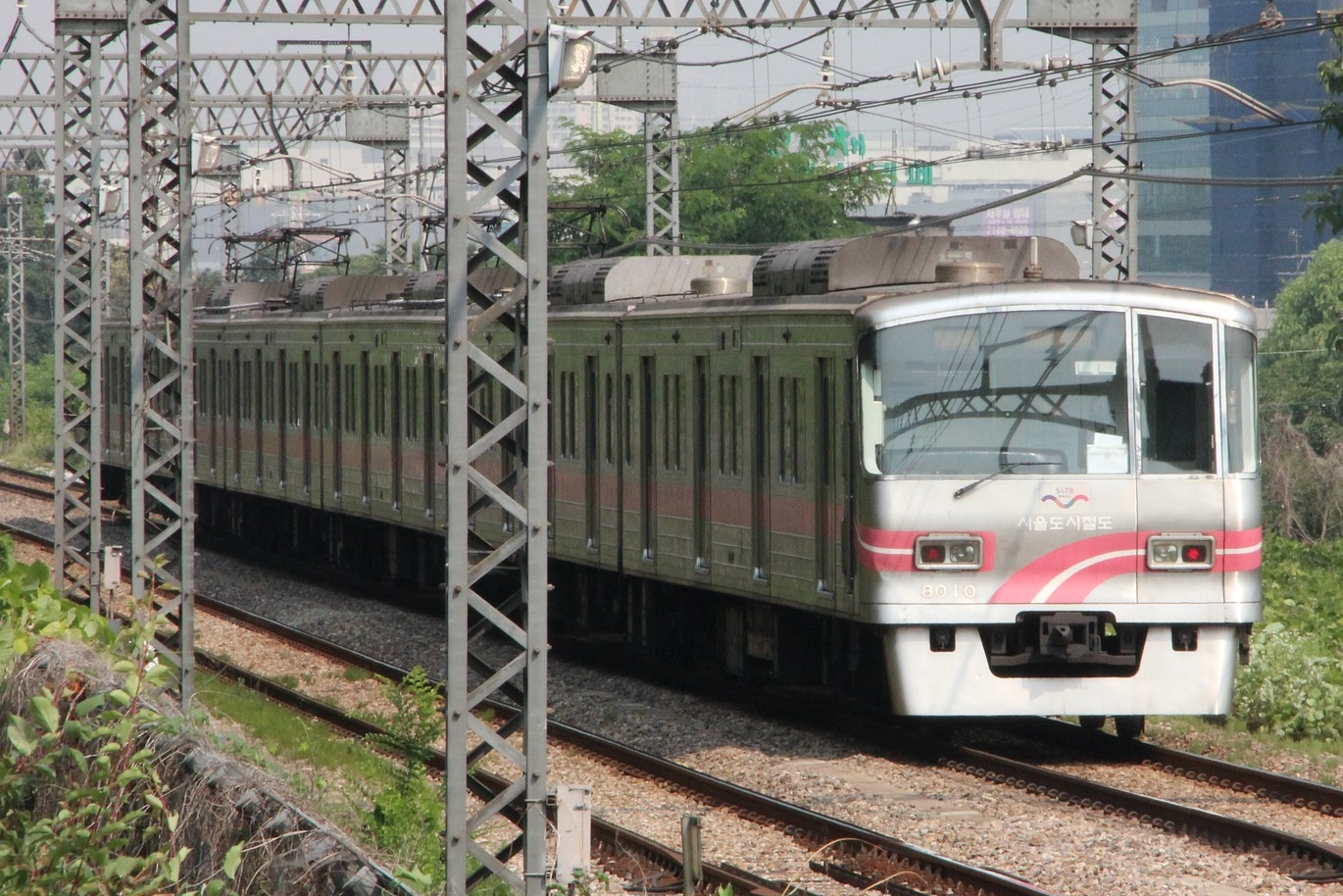
8호선 (서울교통공사)
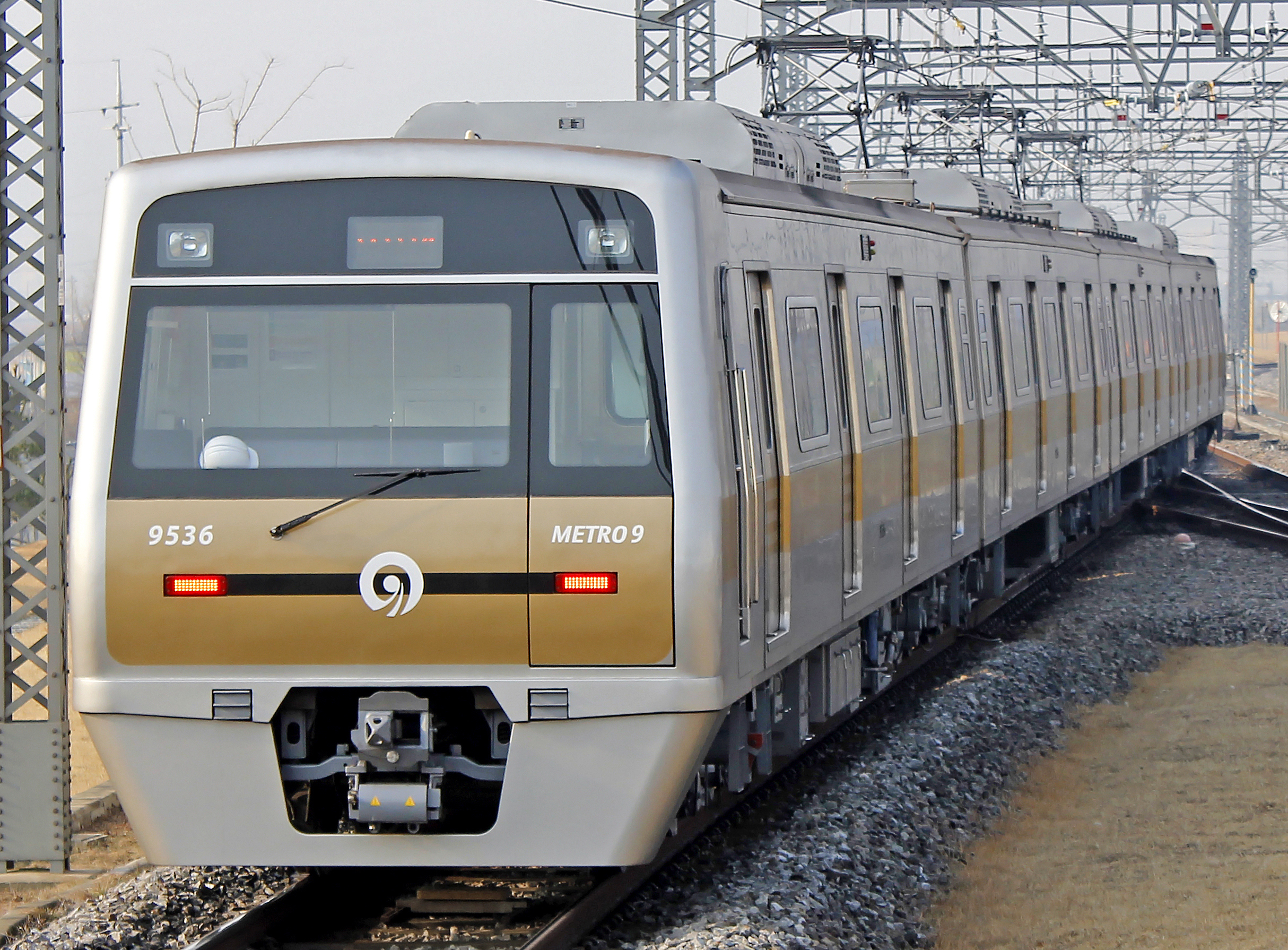
9호선 (서울시메트로9호선)
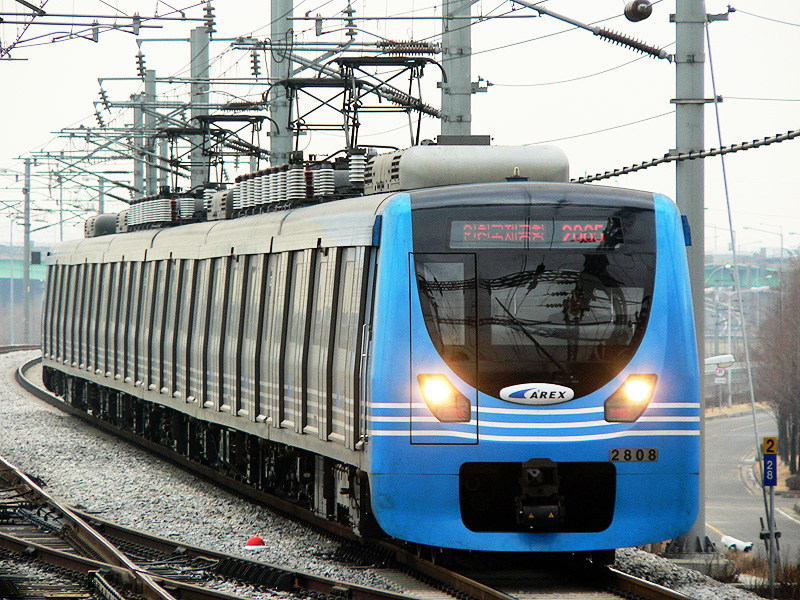
인천국제공항철도 일반 (공항철도)
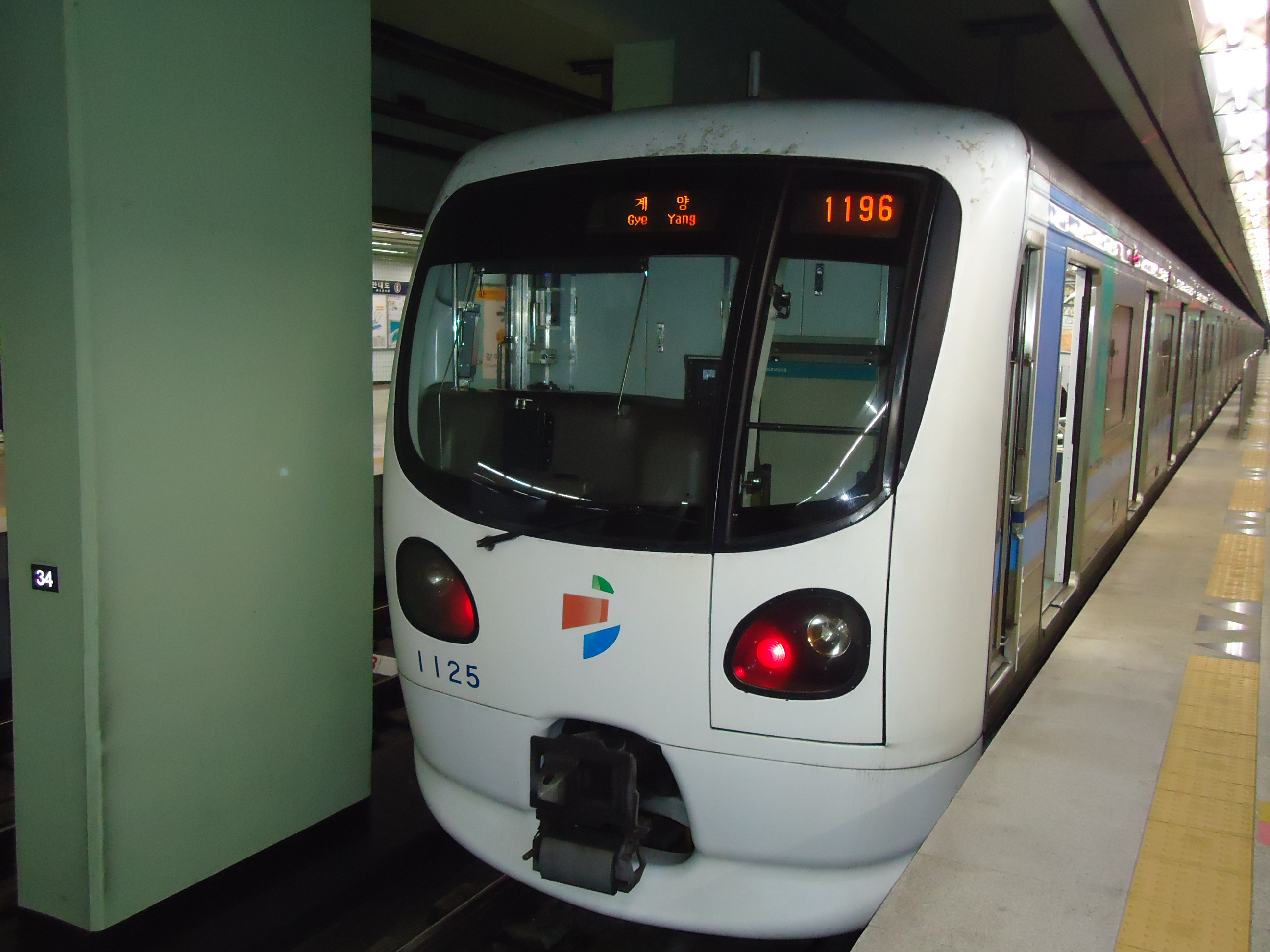
인천 도시철도 1호선 (인천교통공사)
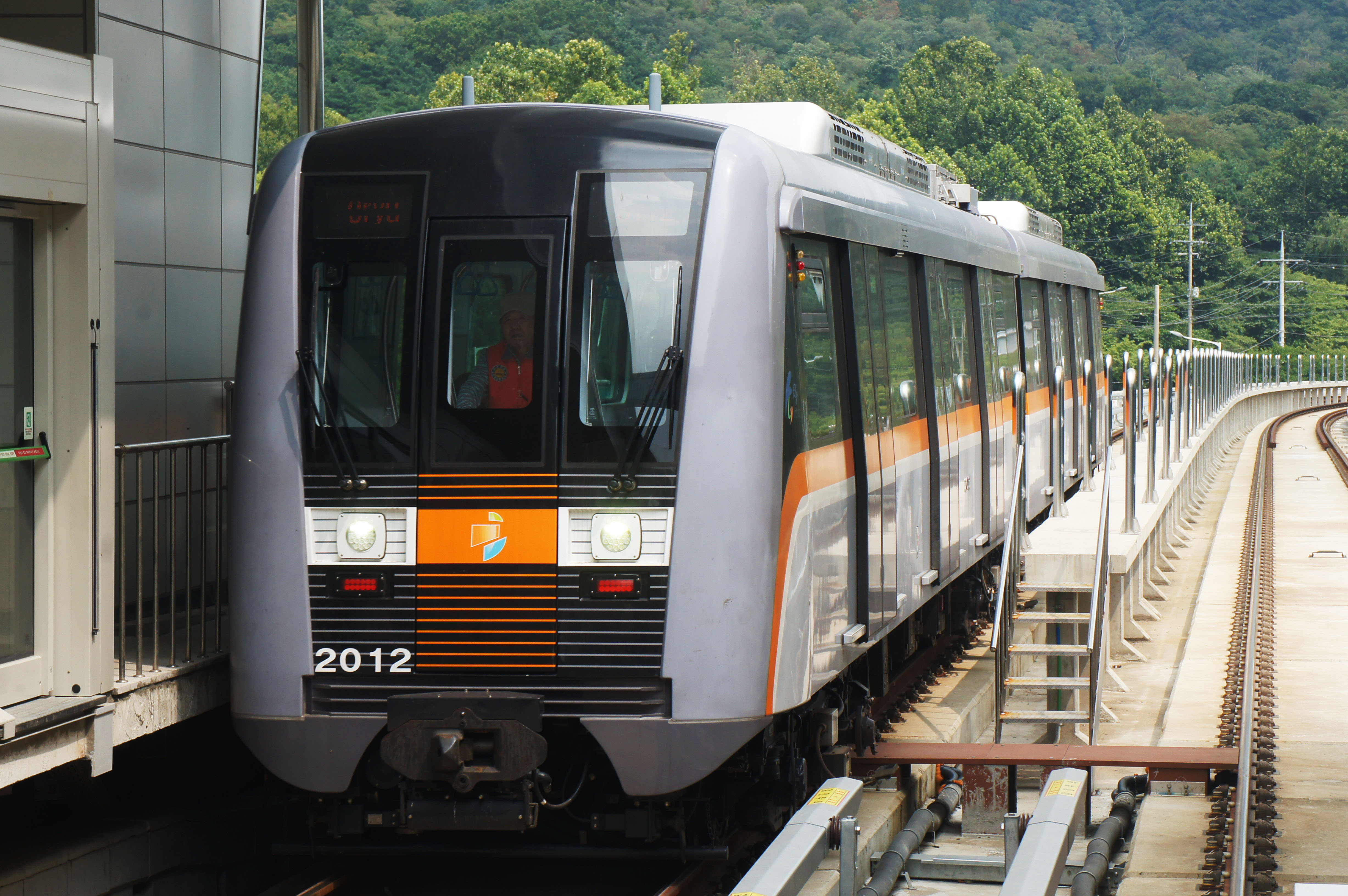
인천 도시철도 2호선 (인천교통공사)
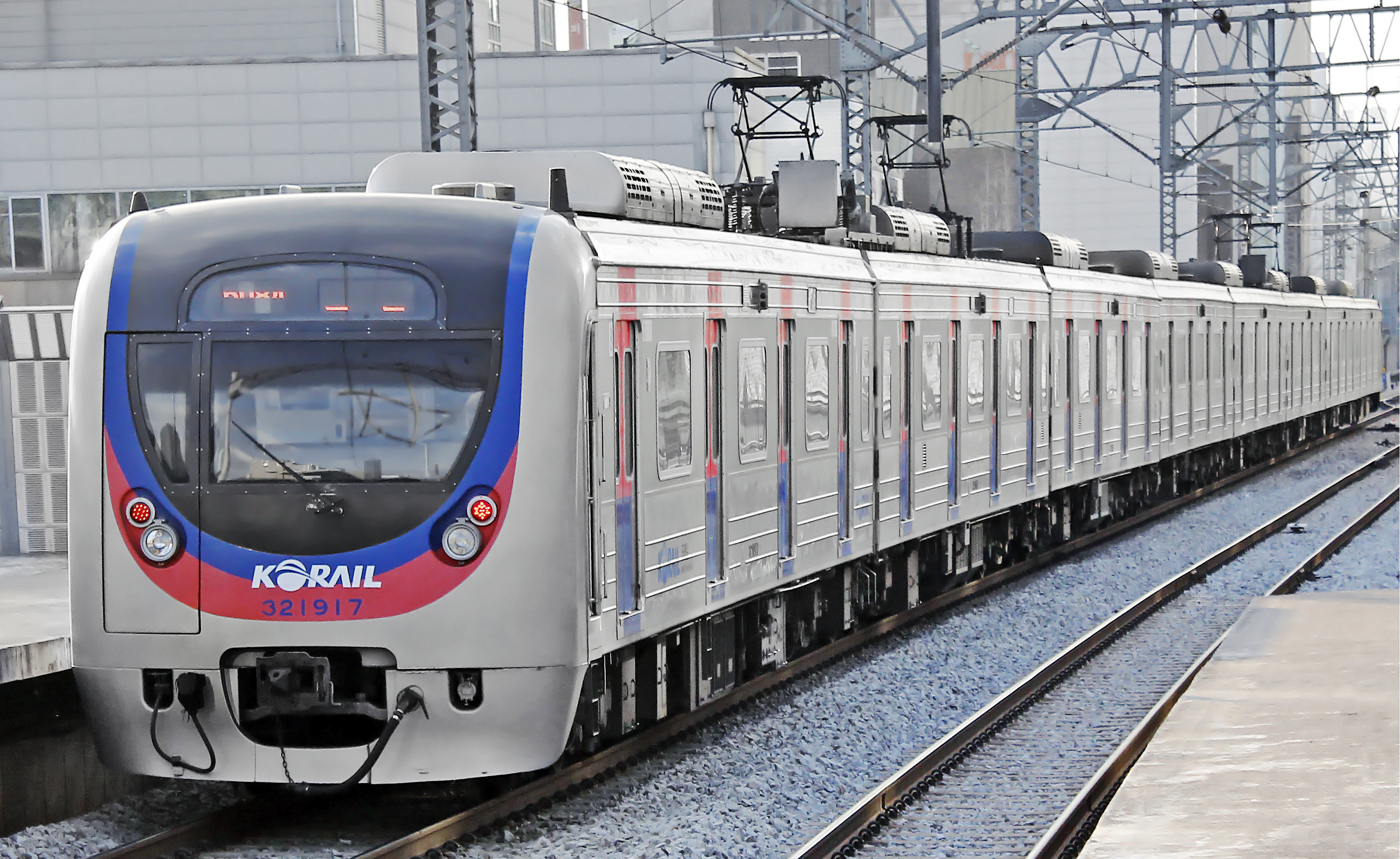
경의중앙선 (한국철도공사) 321000호대
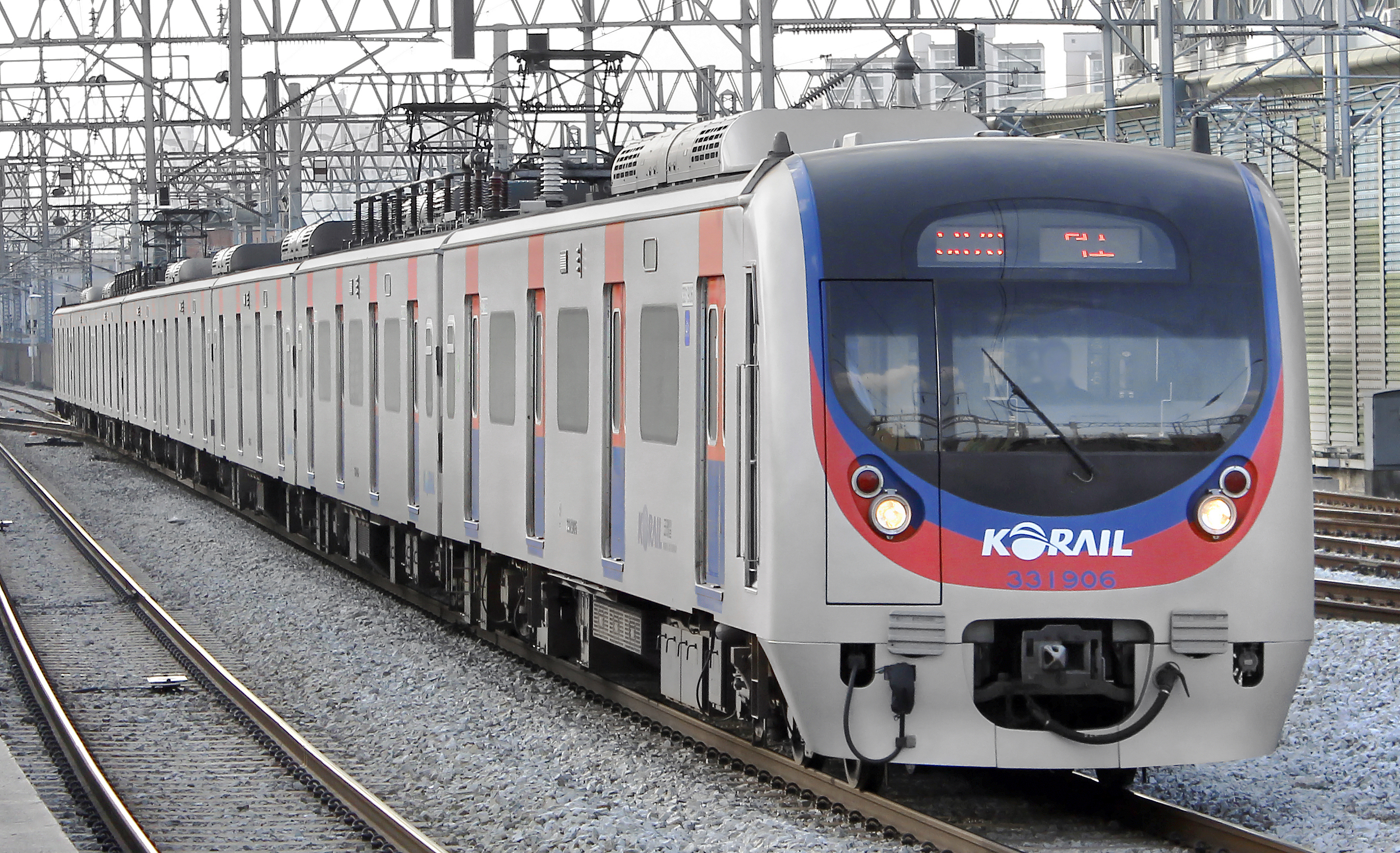
경의중앙선 (한국철도공사) 331000호대
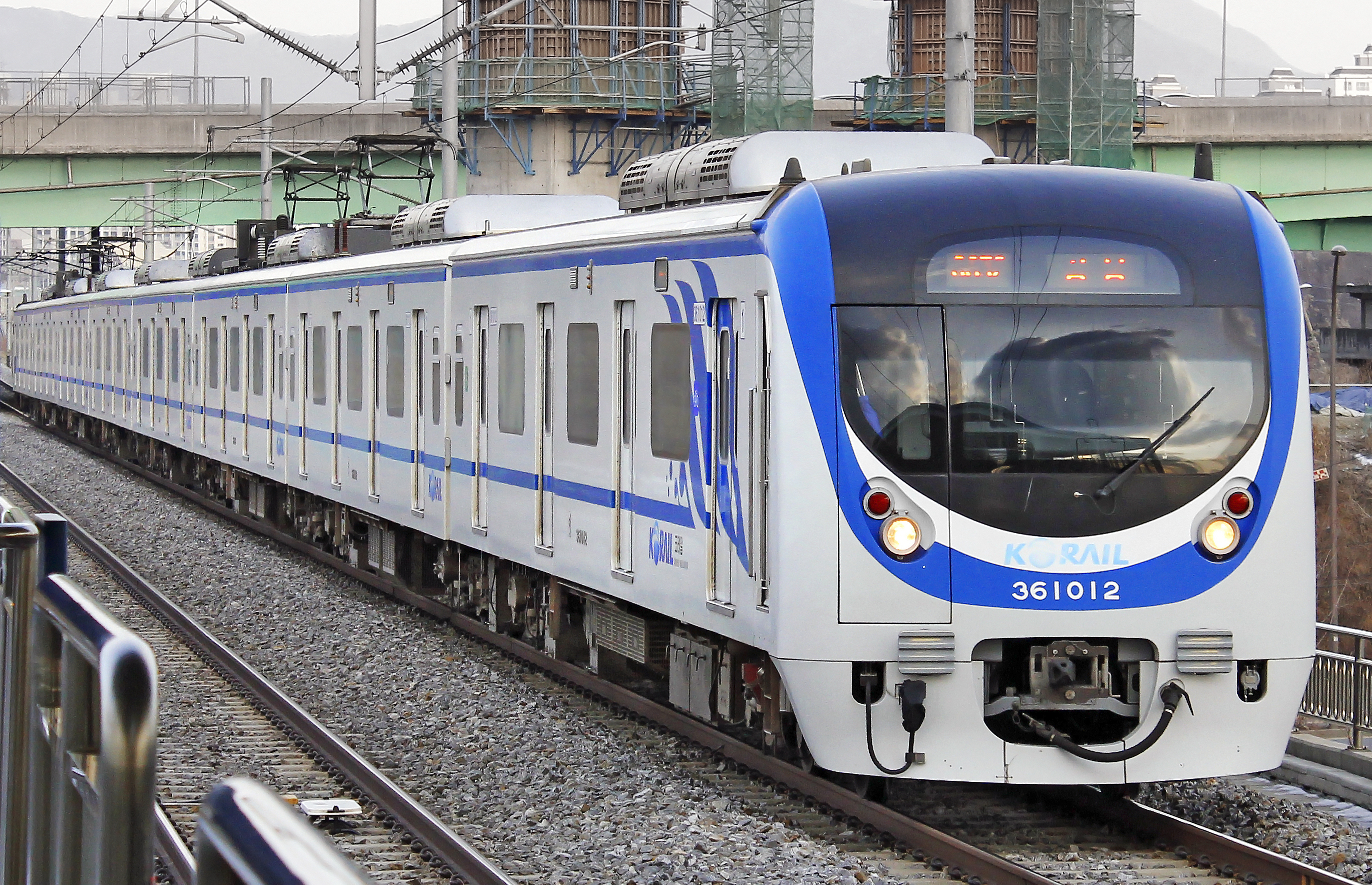
경춘선 (한국철도공사)
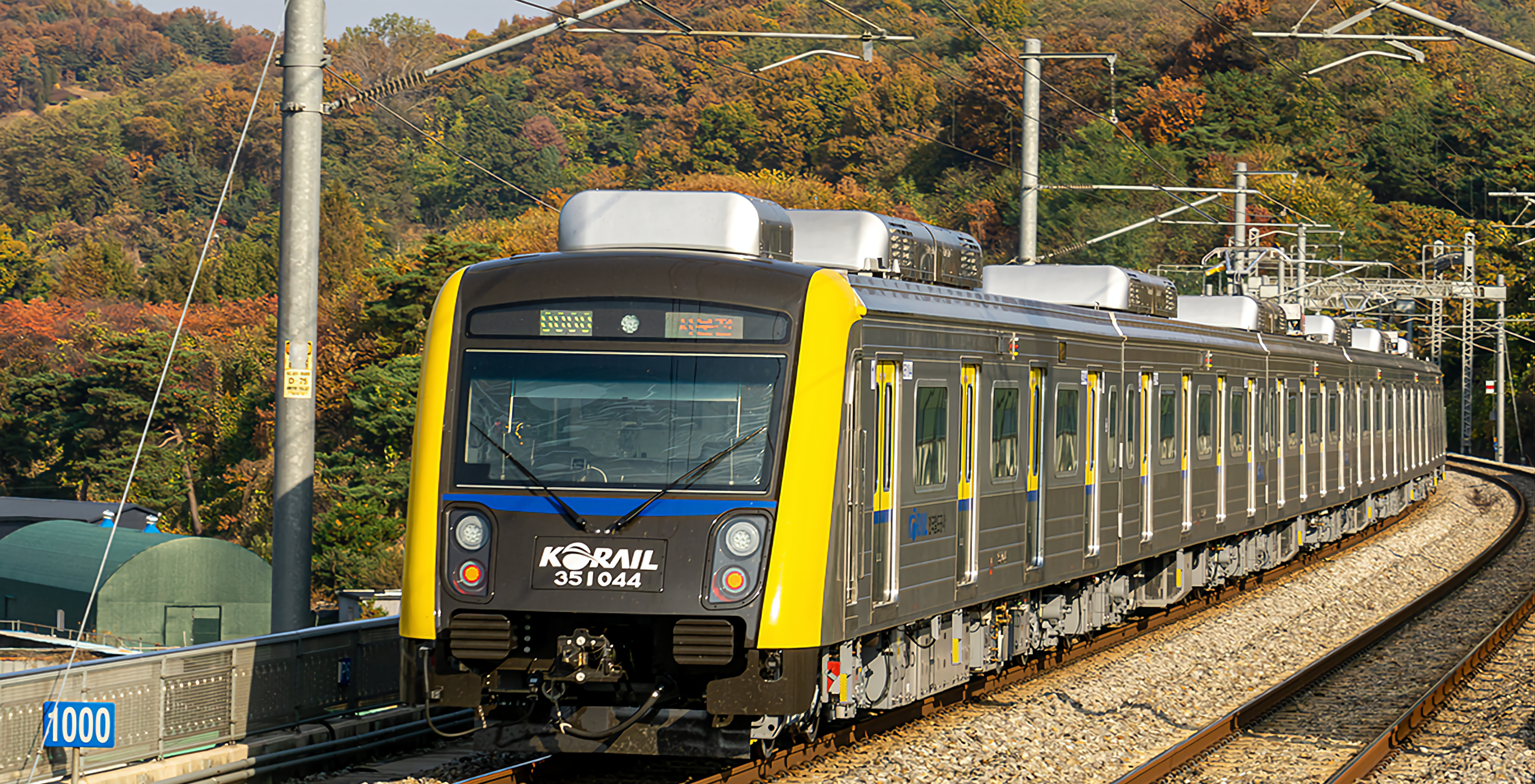
수인분당선 (한국철도공사)
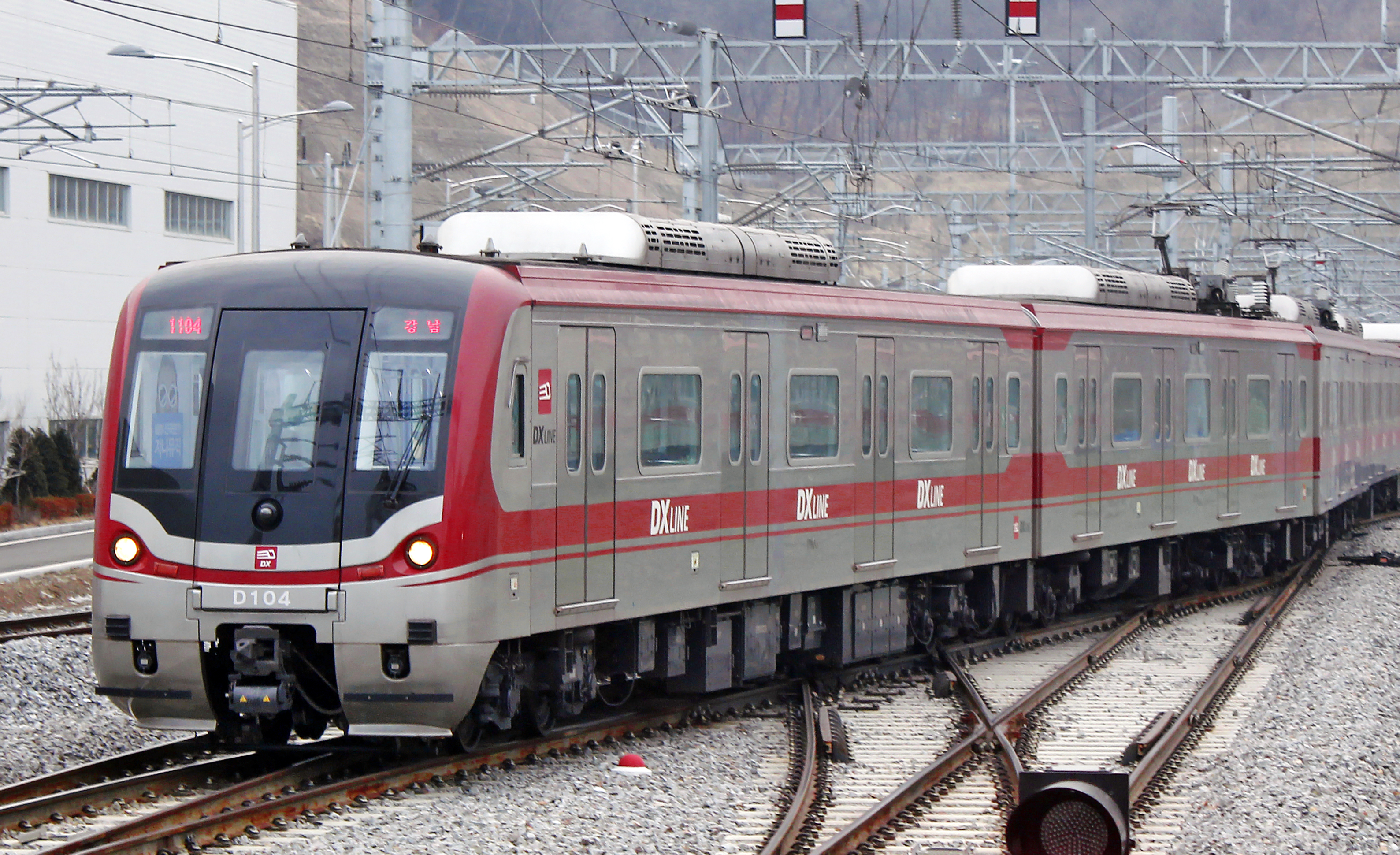
신분당선 (신분당선)
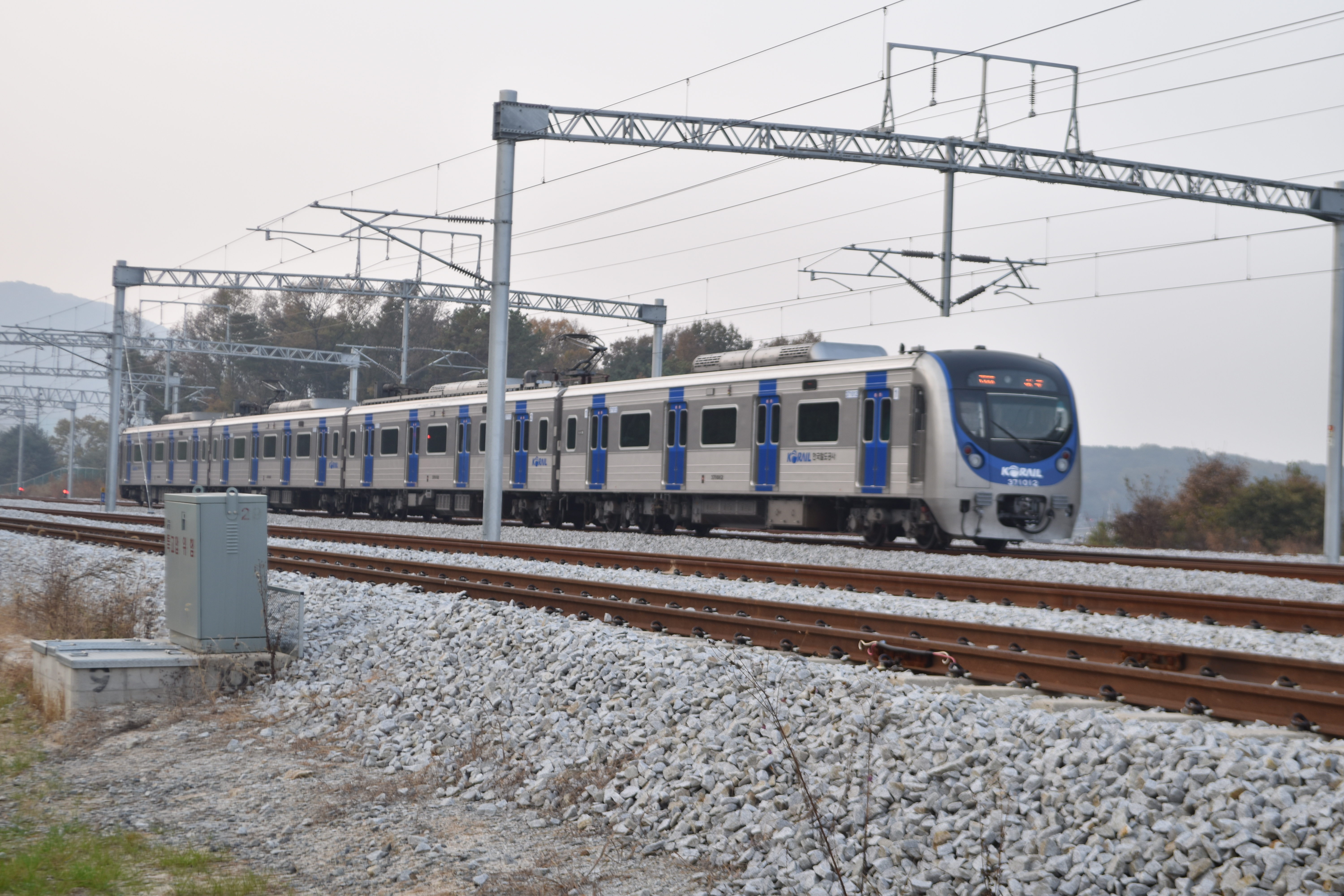
경강선 (한국철도공사)
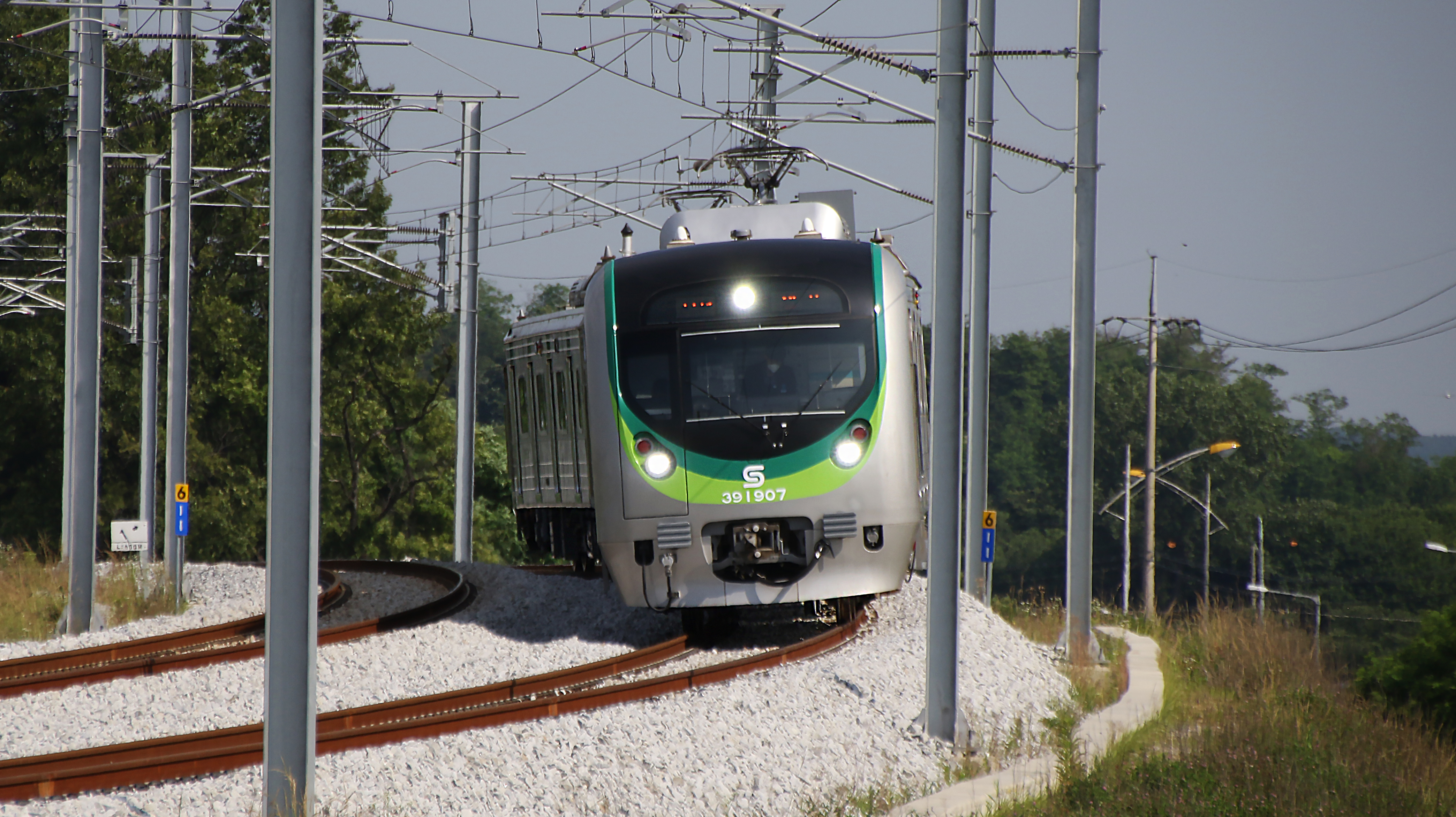
수도권 전철 서해선 (한국철도공사)
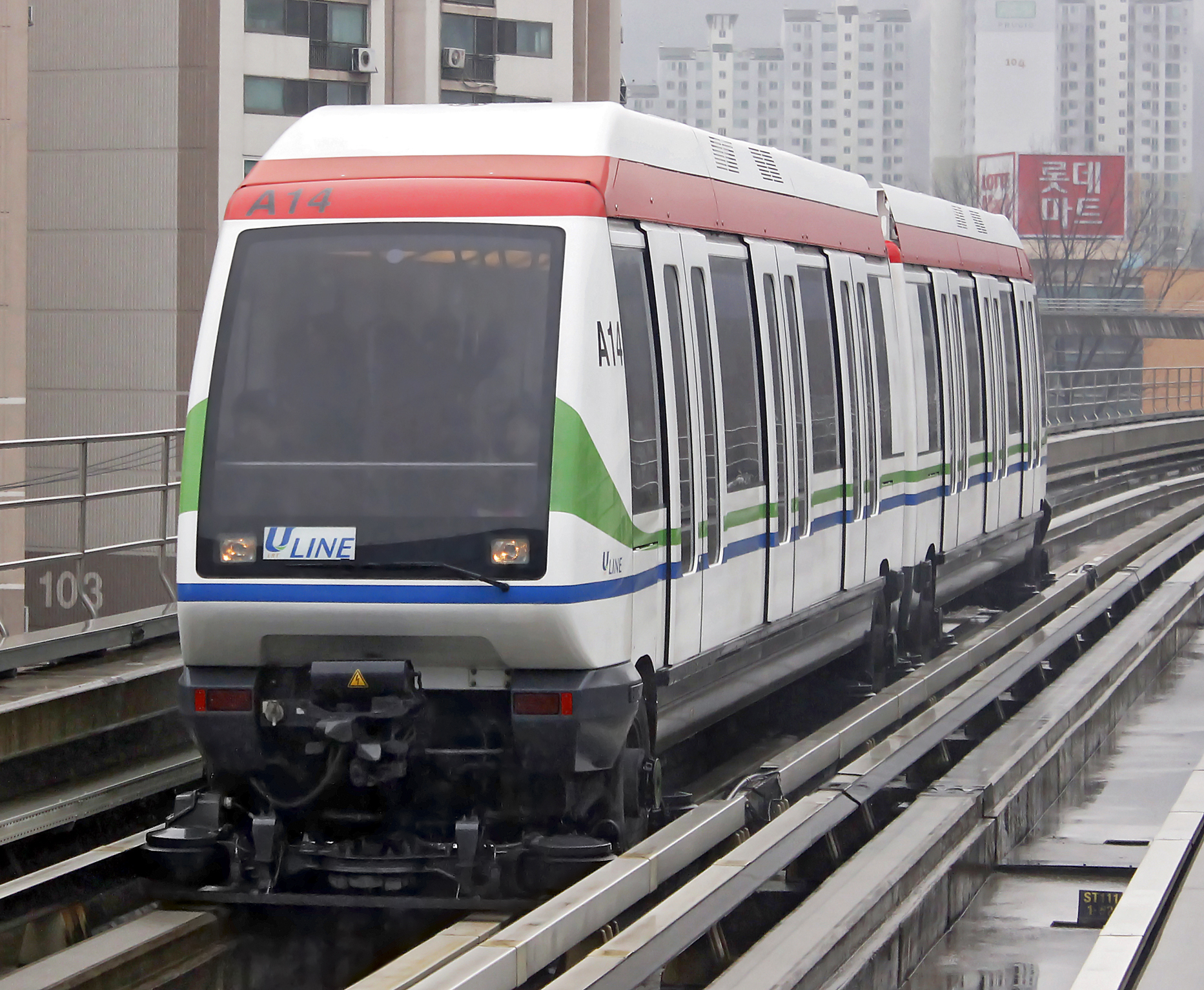
의정부경전철
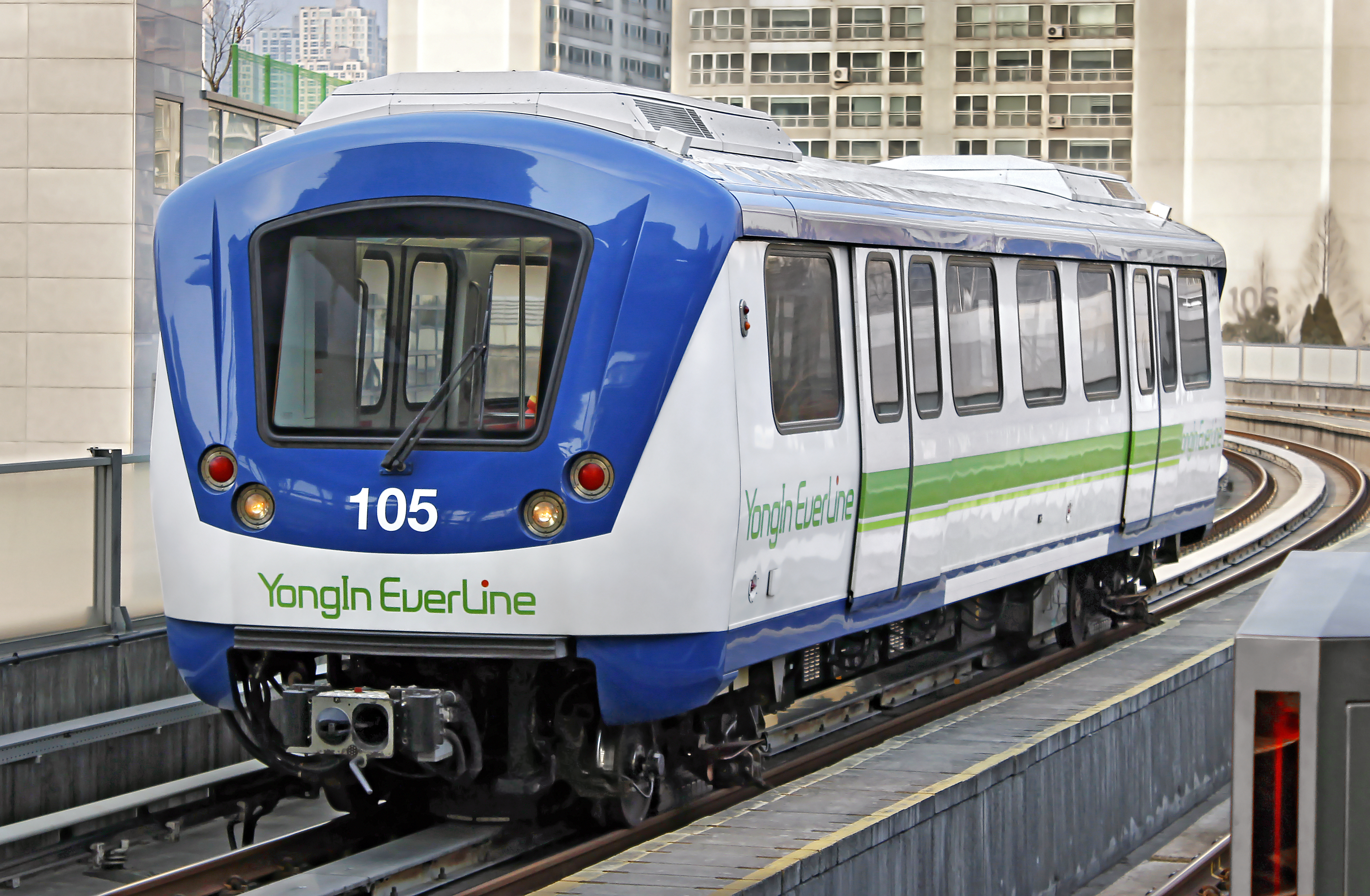
용인경전철 (에버라인)
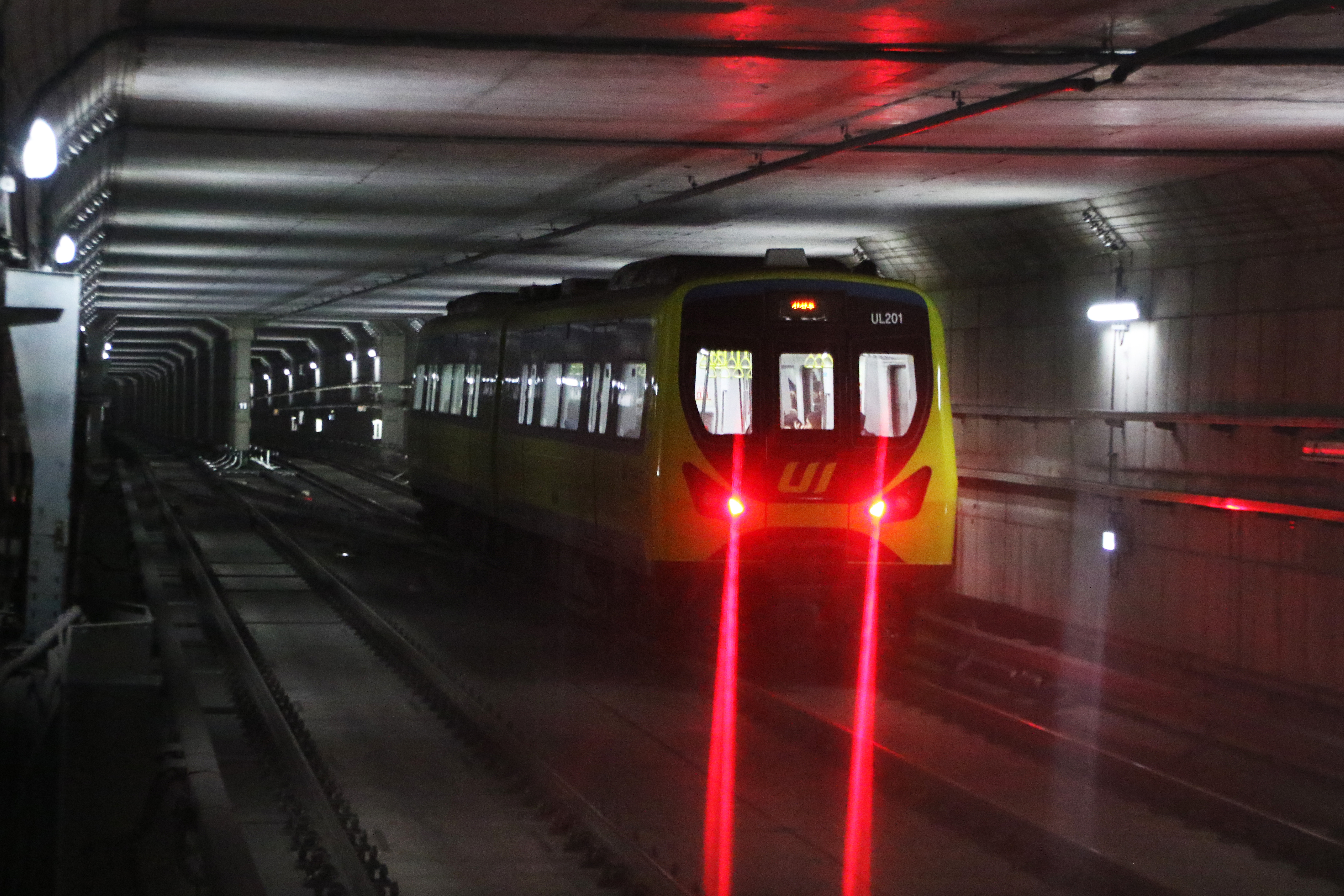
우이신설선 (우이신설경전철)
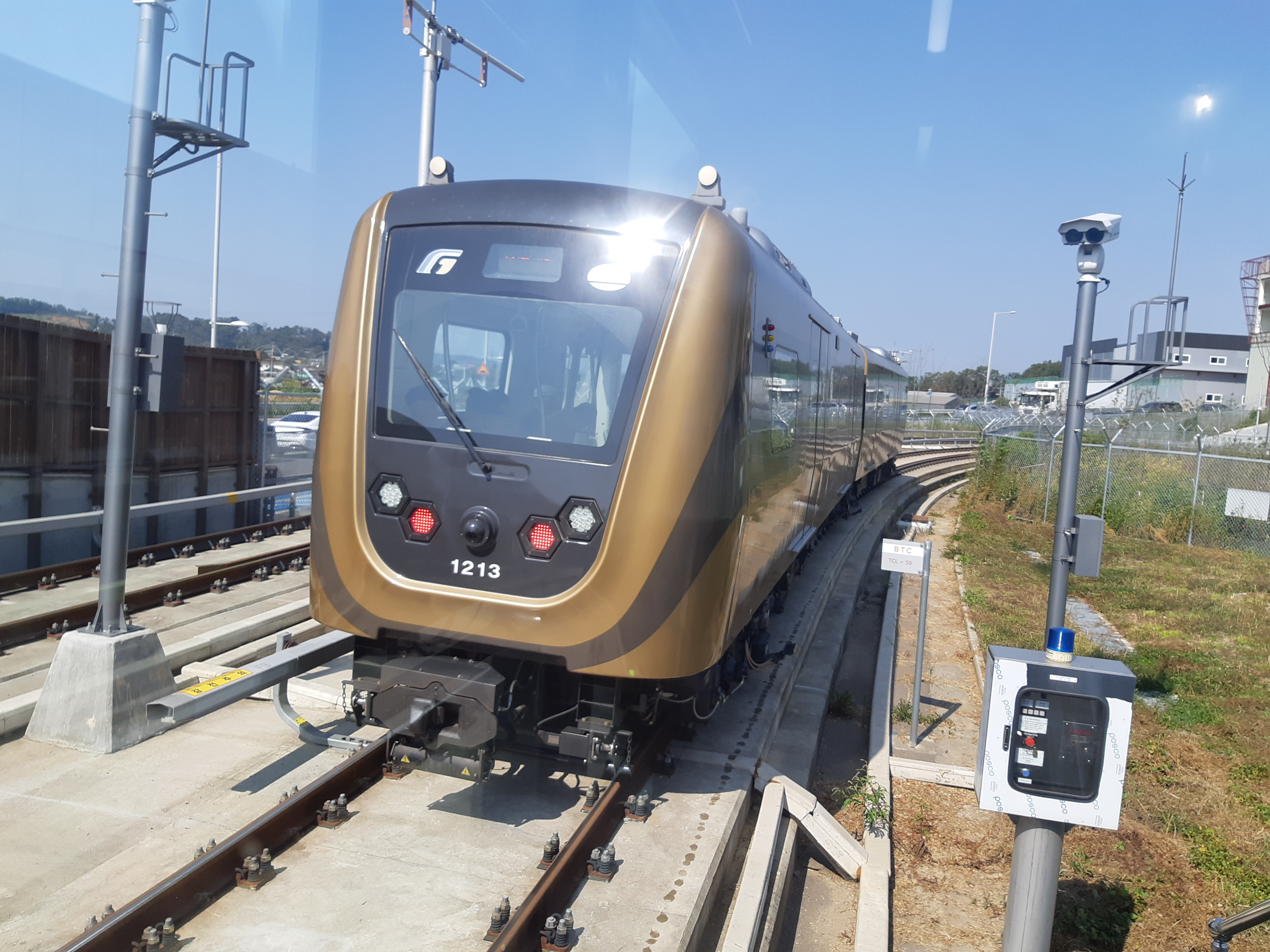
김포골드라인 (김포도시철도)
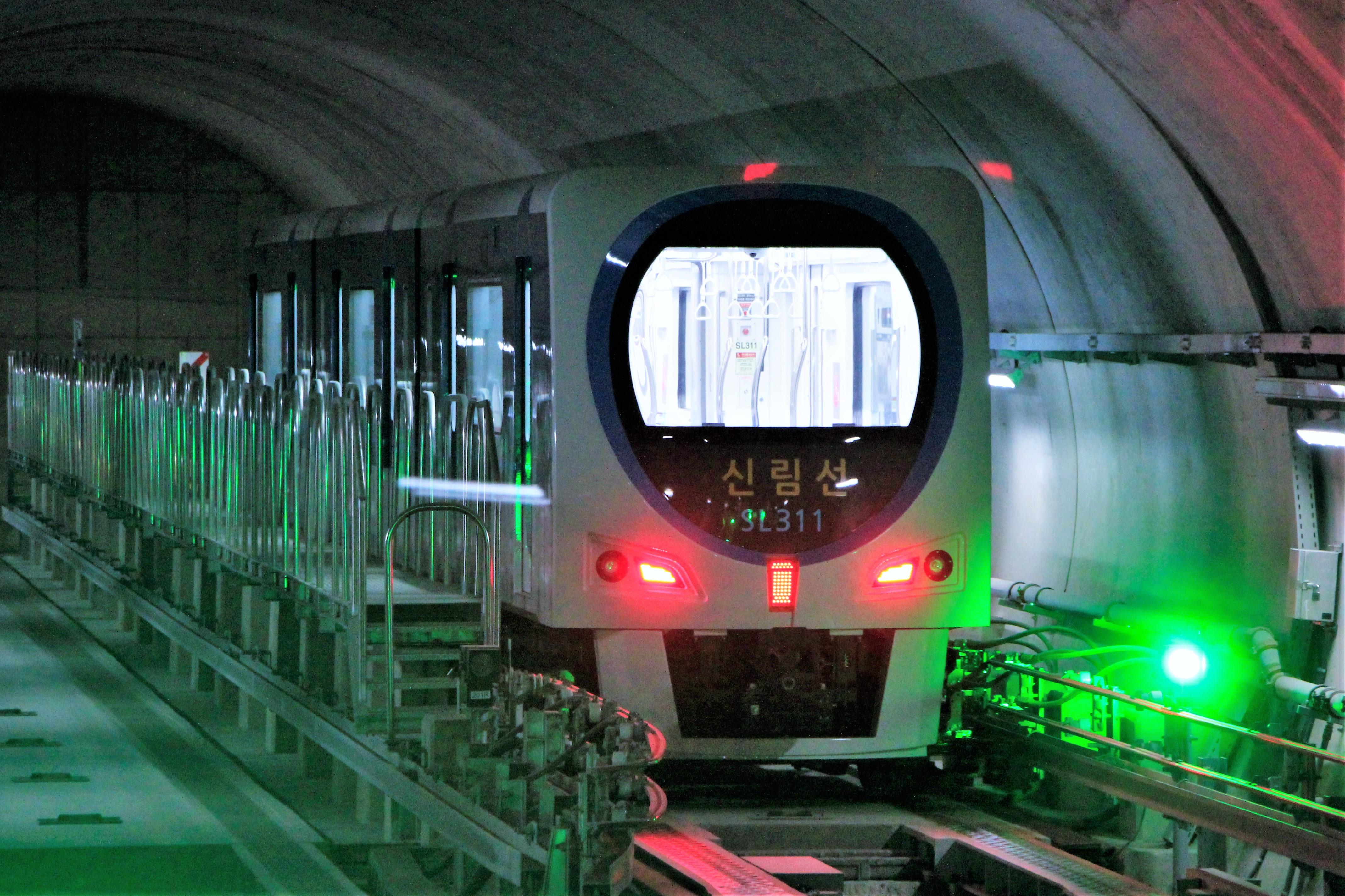
신림선 (남서울경전철) SL311 편성
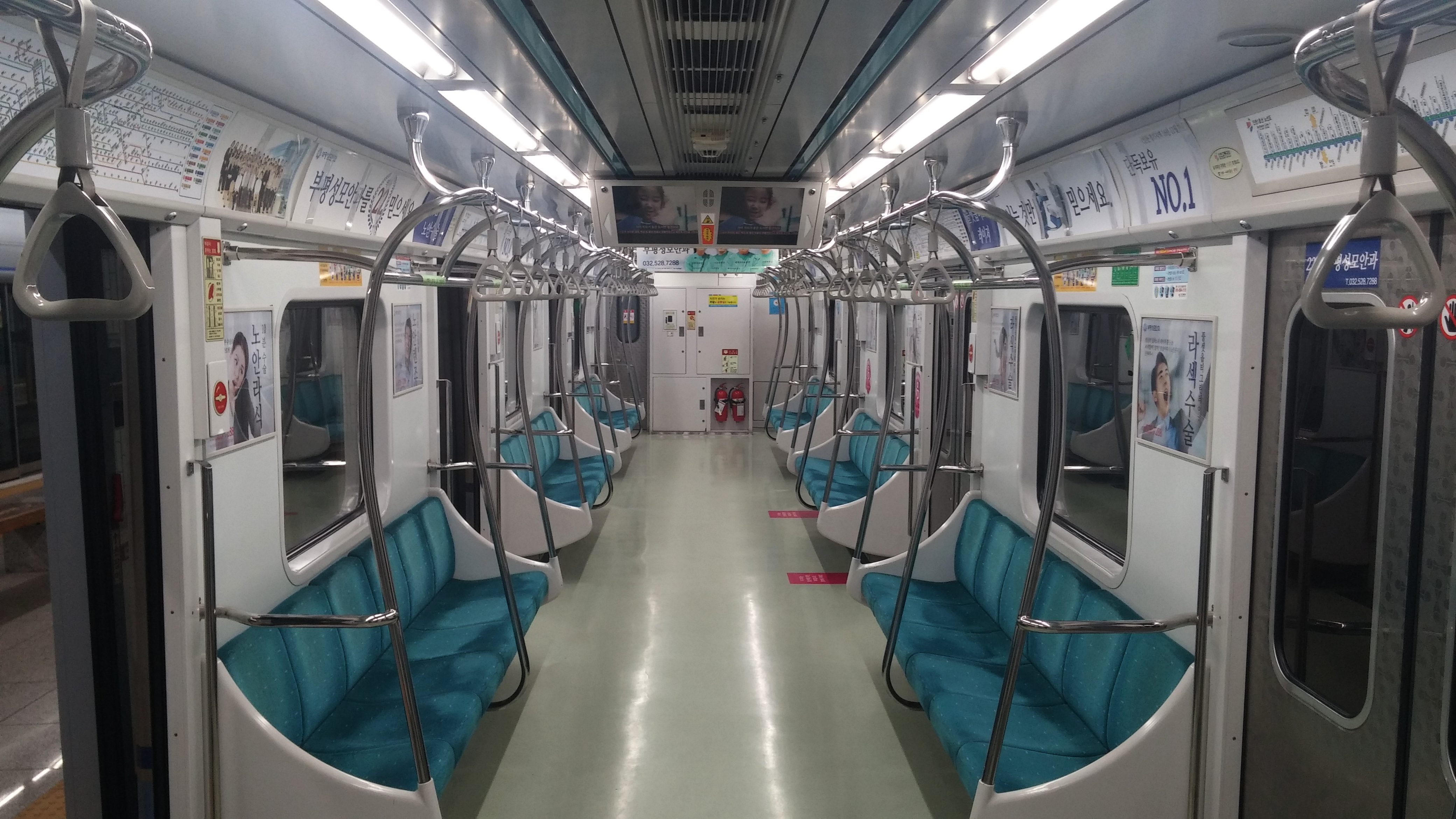
1127호 차량 실내 1
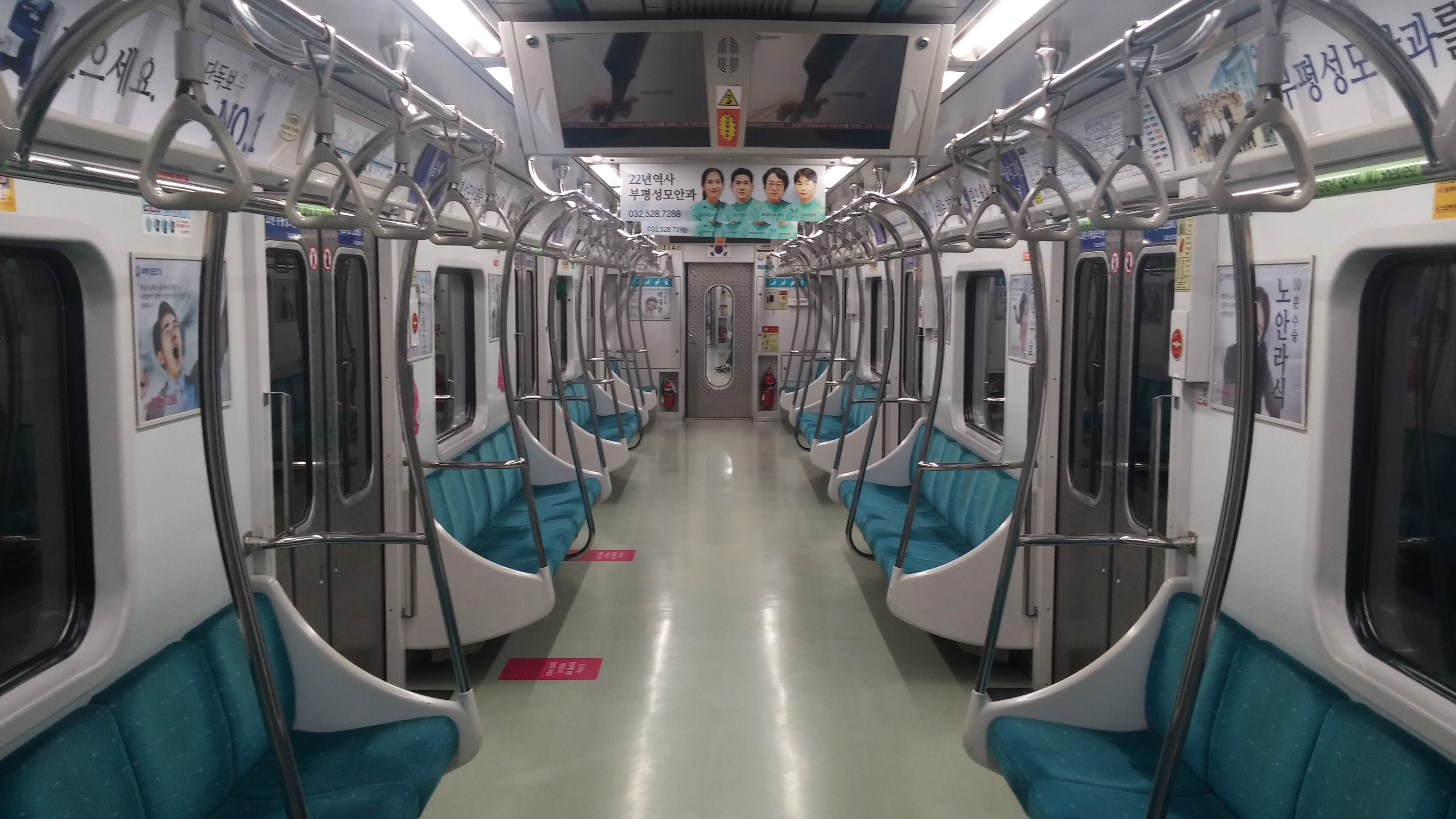
1127호 차량 실내 2
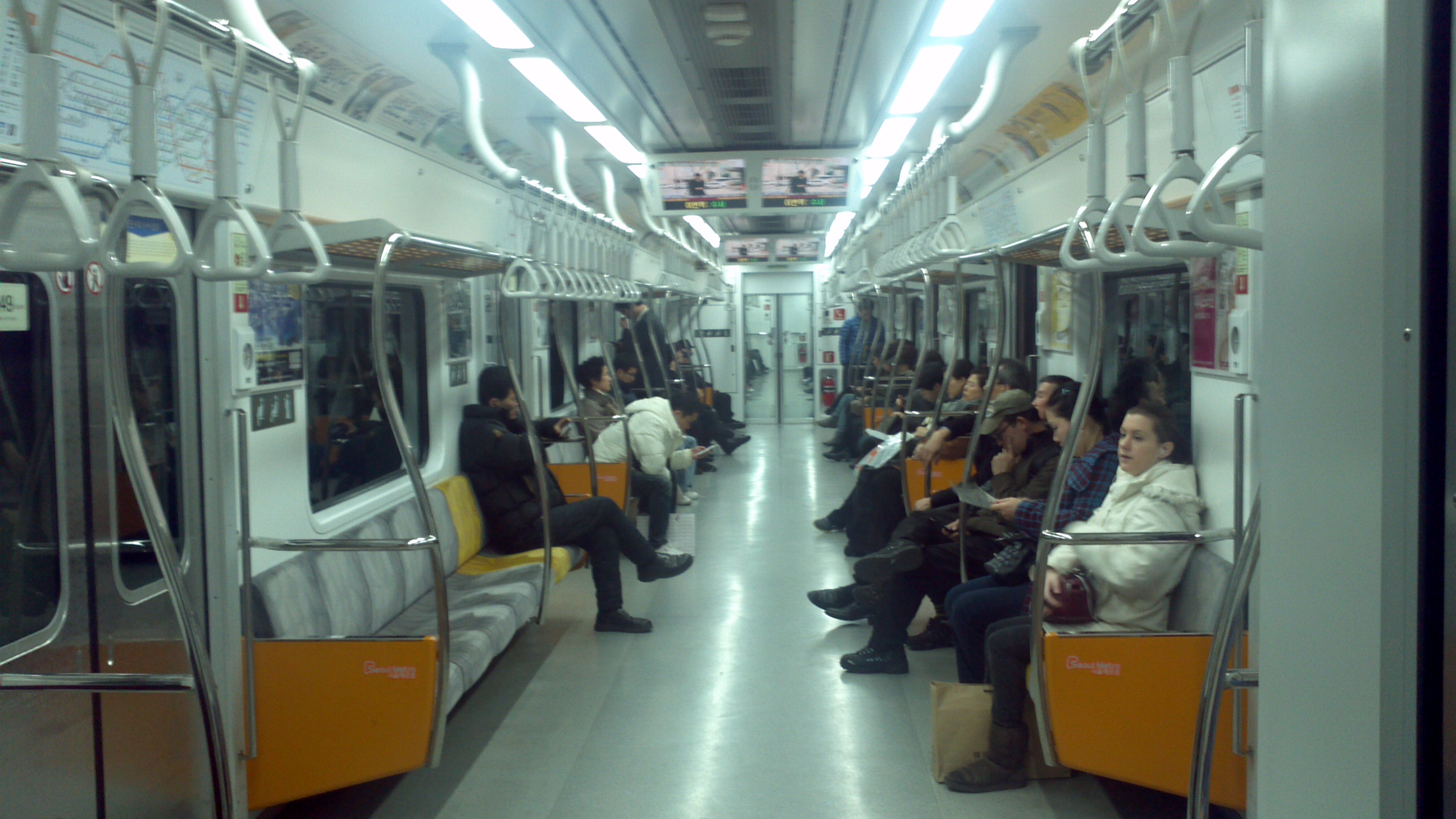
349편성 차량 실내 1
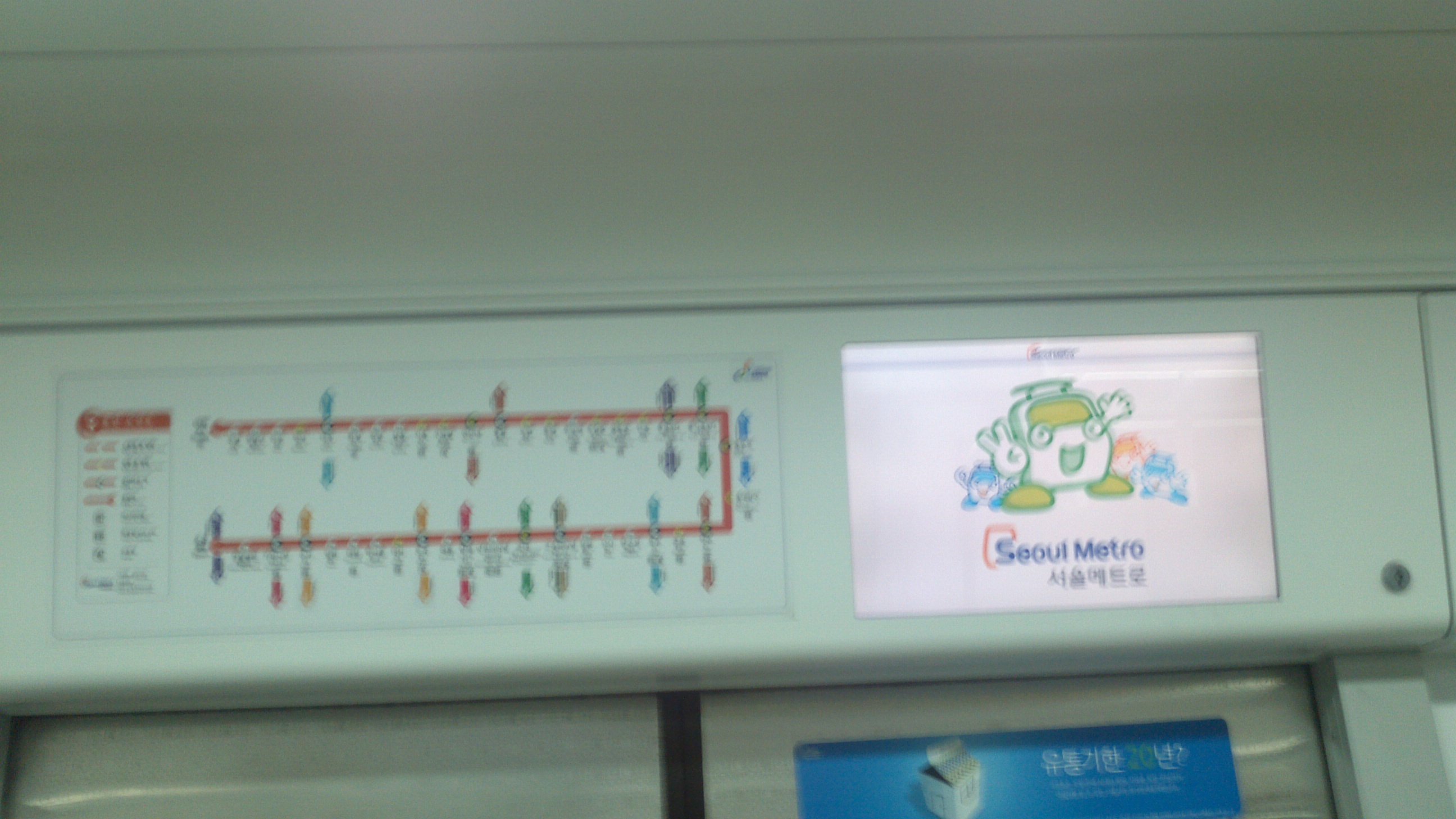
349편성 차량 실내 2

## 같이 보기
- 서울 지하철
- 서울 경전철
- 인천 도시철도
- 수도권 광역급행철도
- 대한민국의 도시 철도
- 세계의 연간 지하철 이용자 수
- 대한민국의 철도역 목록
- 티머니
- 이즐
- 레일플러스
- 도시 철도
- 광역철도